# Arte in Campania
L'arte in Campania abbraccia le opere, le manifestazioni e le correnti artistiche di ogni genere esistenti nel territorio della regione Campania, nell'Italia meridionale.

## Archeologia

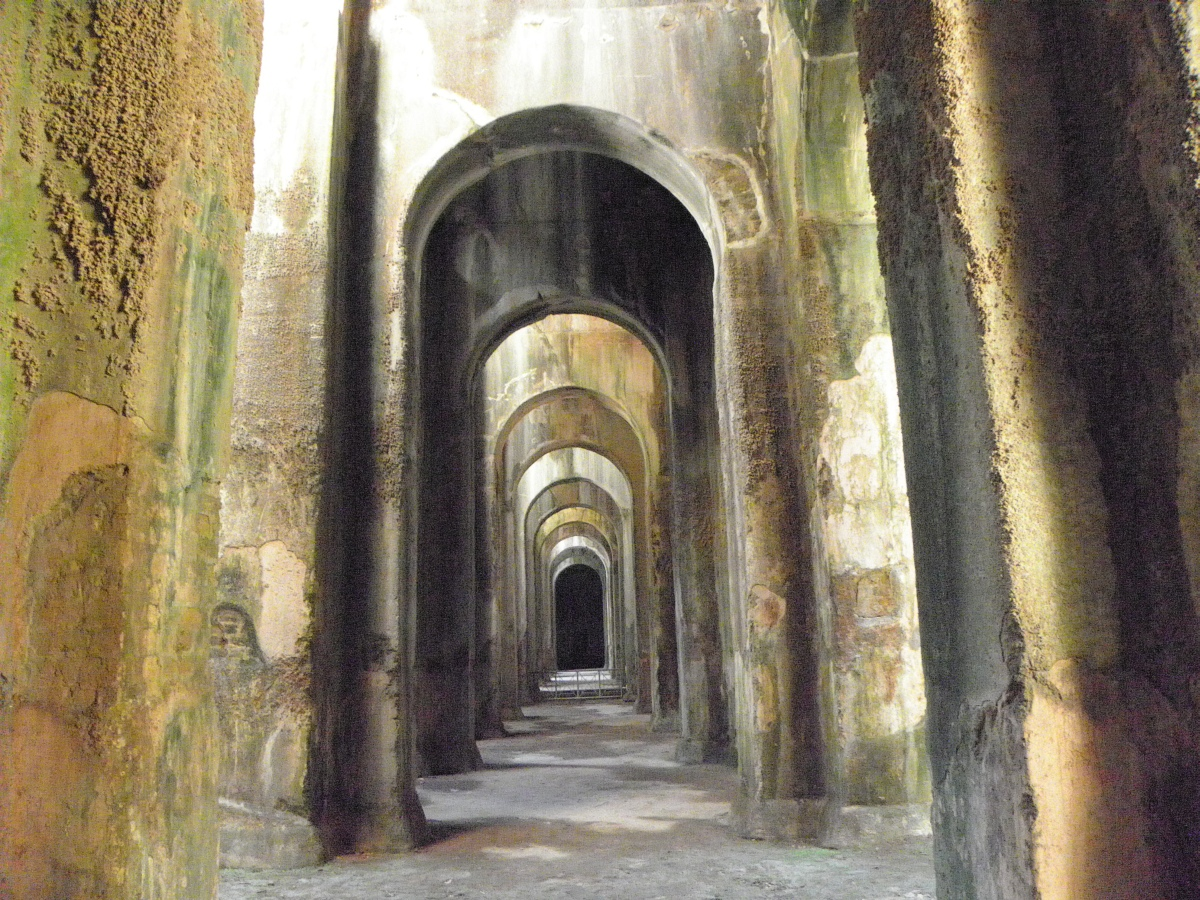
Piscina Mirabilis (Bacoli)

La Campania, con la sua storia trimillenaria, è una regione con siti e risorse archeologiche che vanno dall'età preistorica fino a quella romana. Gli stessi siti sono distribuiti pressoché equamente in tutta la regione, trovando punti di maggior concentrazione nell'area flegrea, vesuviana e cilentana; nel casertano sono conservati resti archeologici come l'anfiteatro campano a Santa Maria Capua Vetere (l'antica Capua), primo anfiteatro romano fuori dalle mura di Roma e secondo per dimensioni dopo il Colosseo. A Santa Maria si trova anche il Mitreo, edificio ben conservato di culto del Mitraismo. Per quanto concerne l'arte paleocristiana, è soprattutto visibile nelle Catacombe (Napoli, Prata di Principato Ultra, Teano, Capua, Calvi) e basiliche di Napoli.
Nell'area flegrea si registrano l'acquedotto romano del Serino, l'anfiteatro Flavio di Pozzuoli, gli scavi archeologici di Cuma e la Piscina Mirabilis di Bacoli. Quest'ultima era originariamente una cisterna di acqua potabile romana dell'età augustea di 12.600 m³. Aveva la funzione di approvvigionare di acqua le navi che trovavano ormeggio e ricovero nel porto di Miseno. Ci sono poi il parco archeologico di Baia, il parco sommerso di Baia ed il museo dei Campi Flegrei, all'interno del castello Aragonese e vari musei archeologici.
Oltre ai suddetti beni ce ne sono altri, più piccoli, in area flegrea. Per esempio, a Bacoli, vi sono anche Cento camerelle, complesso di cisterne, la Grotta della Dragonara, cisterna dell'acqua poi probabilmente utilizzata come luogo di sepoltura, il Sacello degli Augustali, adibito ai riti di culto degli imperatori, poi i resti del teatro romano, la tomba di Agrippina (in realtà odeion, teatro poi trasformato in ninfeo esedra di una villa).
Anche a Pozzuoli vi sono altri beni archeologici tra cui il Rione Terra.

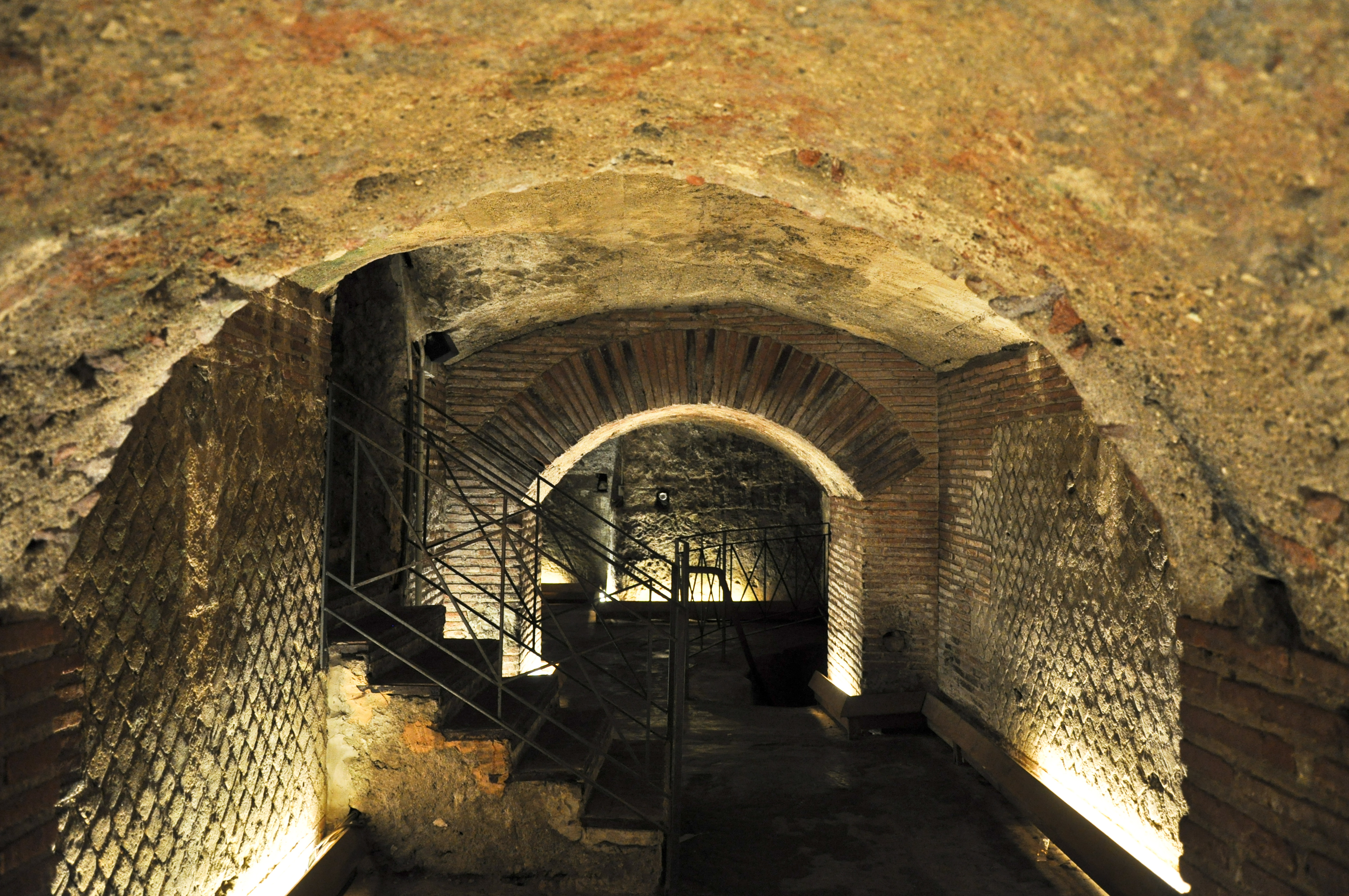
Resti del teatro greco-romano (Napoli)

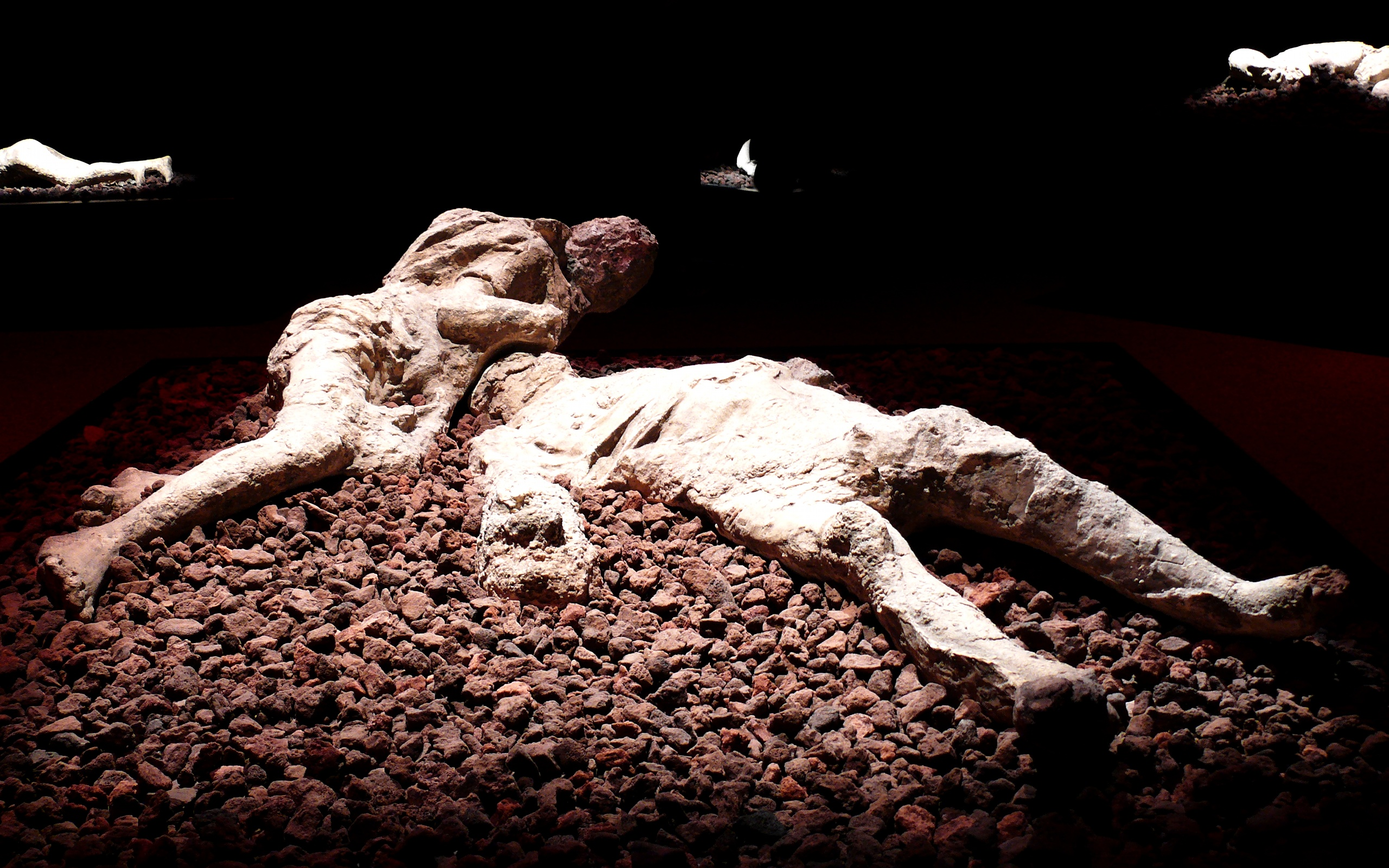
Resti di alcune vittime dell'eruzione del Vesuvio del 79 (Scavi archeologici di Pompei)

A Napoli sono presenti siti archeologici per lo più risalenti all'epoca greca. Si ricordano i principali: il sottosuolo di Napoli, complesso di cunicoli e cavità di origine greca scavate nel tufo e poste nel sottosuolo della città, riutilizzati poi dai romani come acquedotto e durante la seconda guerra mondiale come rifugio; gli scavi di San Lorenzo; il Cimitero delle Fontanelle; le catacombe di San Gaudioso; le Catacombe di San Gennaro; i decumani di Napoli, impianto stradale greco costituente plateiai e stenopoi, ribattezzato poi dai romani come decumani (superiore, maggiore e inferiore) e tanti altri siti ancora.

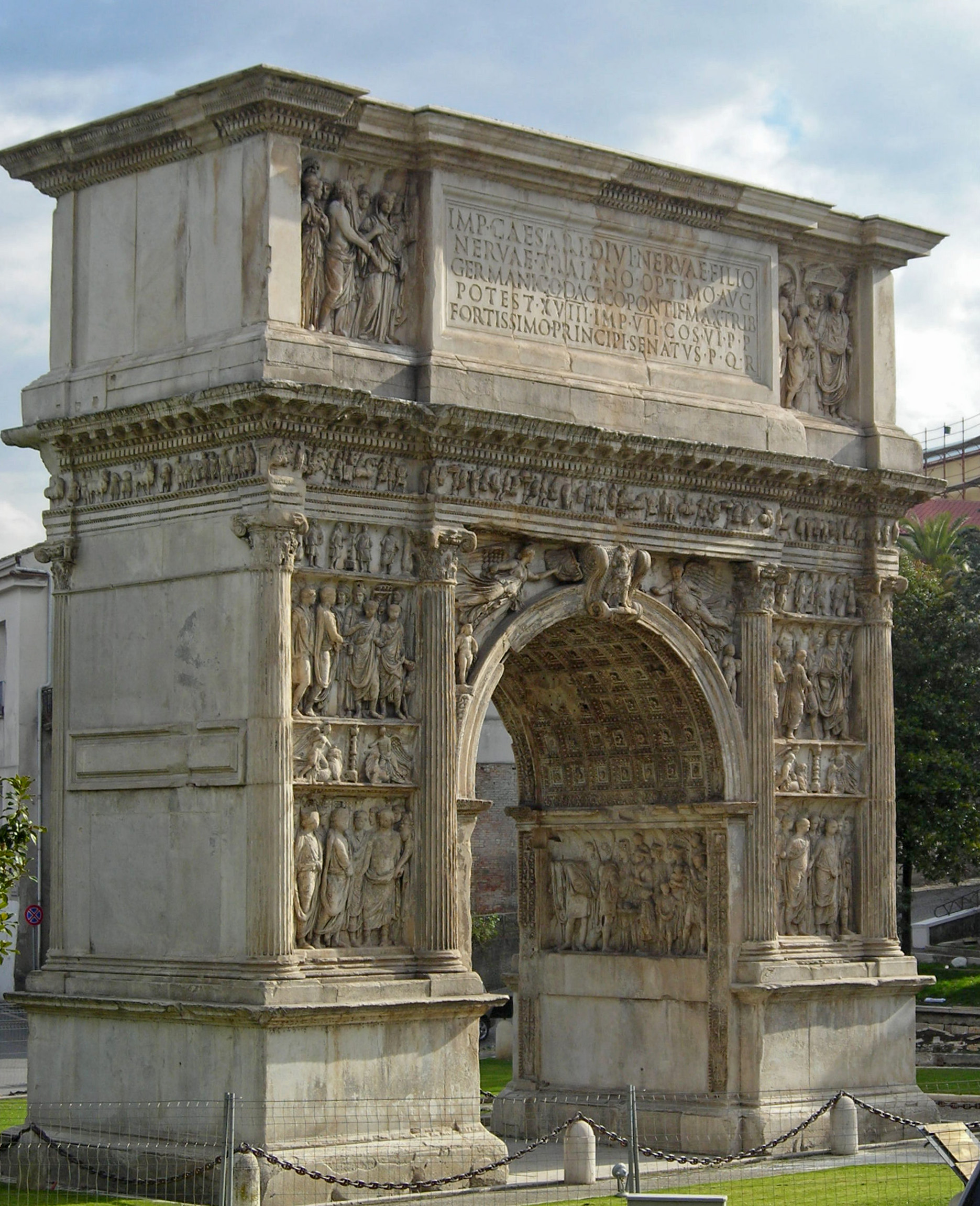
Arco di Traiano (Benevento)

Nell'area vesuviana, grazie alle storiche eruzioni del vulcano che caratterizza quella zona e grazie ai lavori di recupero dei siti avviati durante il periodo borbonico sotto il dominio di Carlo III, sono presenti siti di inestimabile valore ed importanza, che costituiscono il traino di tutta l'attività turistica regionale e nazionale. Pompei, su tutti, presenta scavi archeologici che ricoprono un'area di circa 60 ettari e costituisce il sito più visitato in Italia dopo i musei vaticani. Il valore del sito è stato stimato intorno ai 40 miliardi di euro ed è il sito archeologico più visitato in Italia e tra i più nel mondo (nel 2010 è stato visitato da 2.319.668 persone). Sempre nell'area vesuviana, altri siti di primaria importanza sono gli scavi di Ercolano, Oplonti, dove si trova una villa romana relativamente intatta, Boscoreale, con villa ed antiquarium, e Castellammare di Stabia, ville romane abbastanza intatte, tra il Monte Faito ed il mare. Questi numerosi ritrovamenti archeologici (soprattutto quelli di Pompei ed Ercolano) hanno fornito importanti informazioni sull'uso antico della pittura, caso emblematico è il rosso pompeiano, ed hanno determinato inoltre spunti per correnti architettoniche future, questo è il caso del neoclassicismo.

Sempre risalente al periodo romano, databile tra il 114 e il 117 d.C., risulta essere l'arco di Traiano. L'opera scultorea fu dedicata all'imperatore Traiano in occasione dell'apertura della via Traiana e, giuntoci integro, compresi i numerosi rilievi scultorei che ne decorano le superfici, risulta essere l'arco trionfale romano meglio conservato. L'arco, alto 15,45 m ed a un fornice di 8,60 m, presenta dei rilievi scultorei rappresentanti le gesta di Traiano nelle province conquistate, scene di pace dell'imperatore in Italia e delle benemerenze dell'imperatore nei confronti di Benevento.

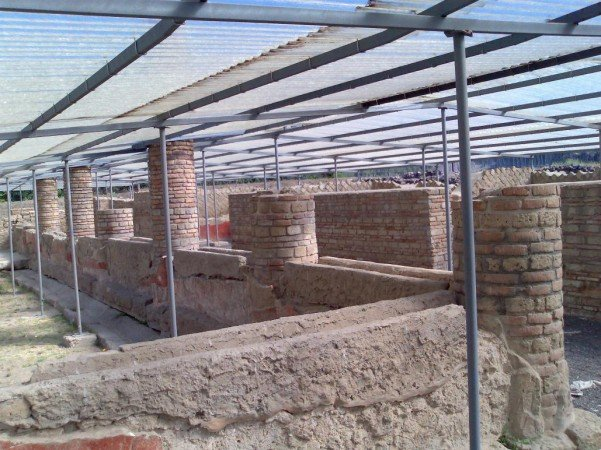
I resti dell'antica Abellinum ritrovati presso Atripalda

Nell'area cilentana sono presenti i resti greci di Paestum, antica città della Magna Grecia sacra a Poseidone. Il sito risulta essere il più importante d'Italia, assieme a quelli ospitati nella Valle dei Templi di Agrigento.
Nel Cilento sono presenti anche gli scavi di Velia, l'antica Elea, patria della scuola eleatica, nel comune di Ascea. A Eboli, sempre in provincia di Salerno, invece, sono presenti tre fornaci di epoca romana (III-IV secolo a.C.).
Altri resti di epoca romana sono presenti in Irpinia, quali ad esempio Aequum Tuticum (all'incrocio tra quattro strade: la Via Aemilia, la Via Minucia, la Via Traiana e la Via Herculia), Aeculanum e Forum Aemilii (lungo la Via Appia), Abellinum, Carife e Compsa. In diverse località sono presenti anche musei archeologici legati ai suddetti siti.

## Architettura

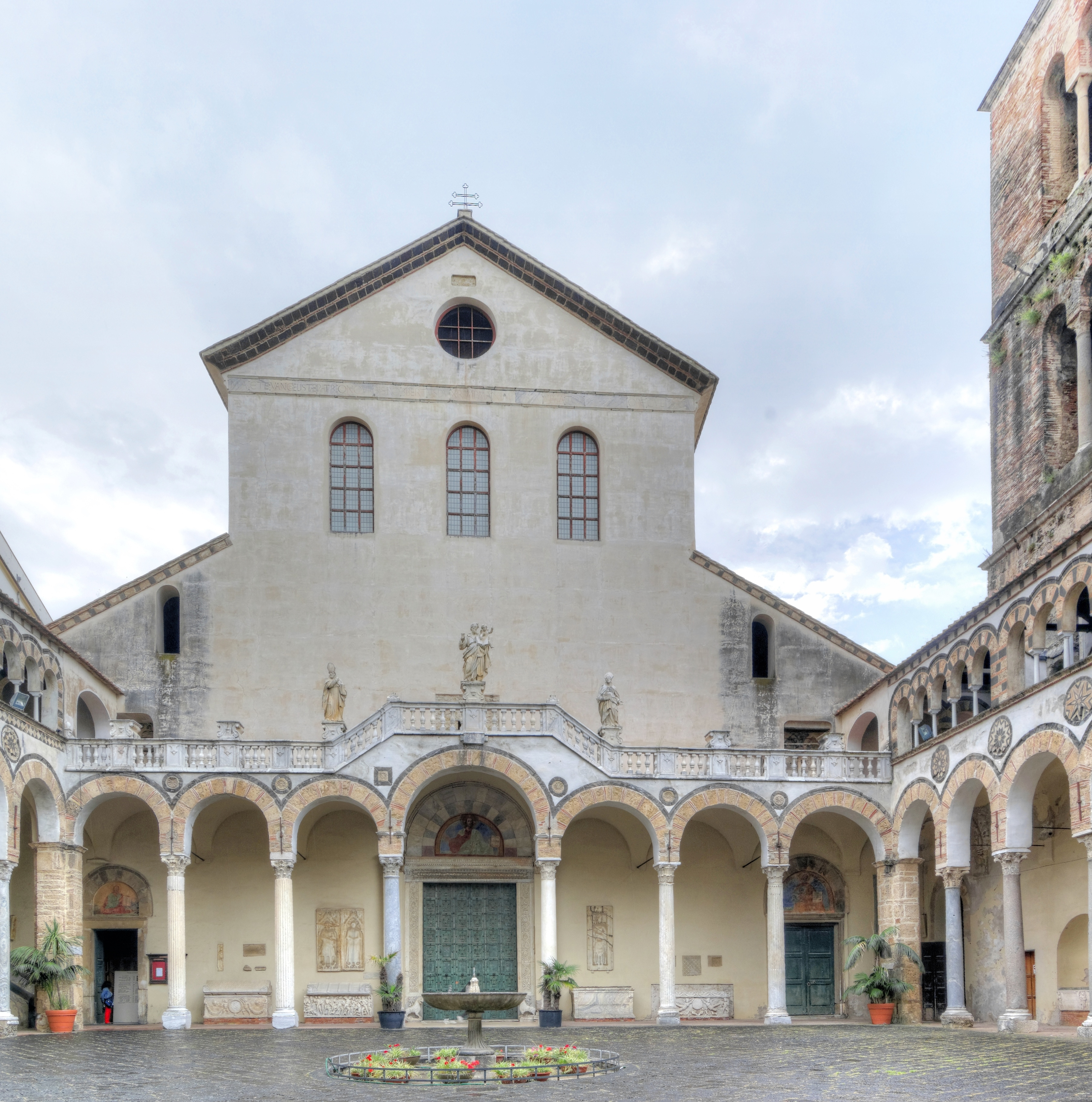
Duomo di Salerno

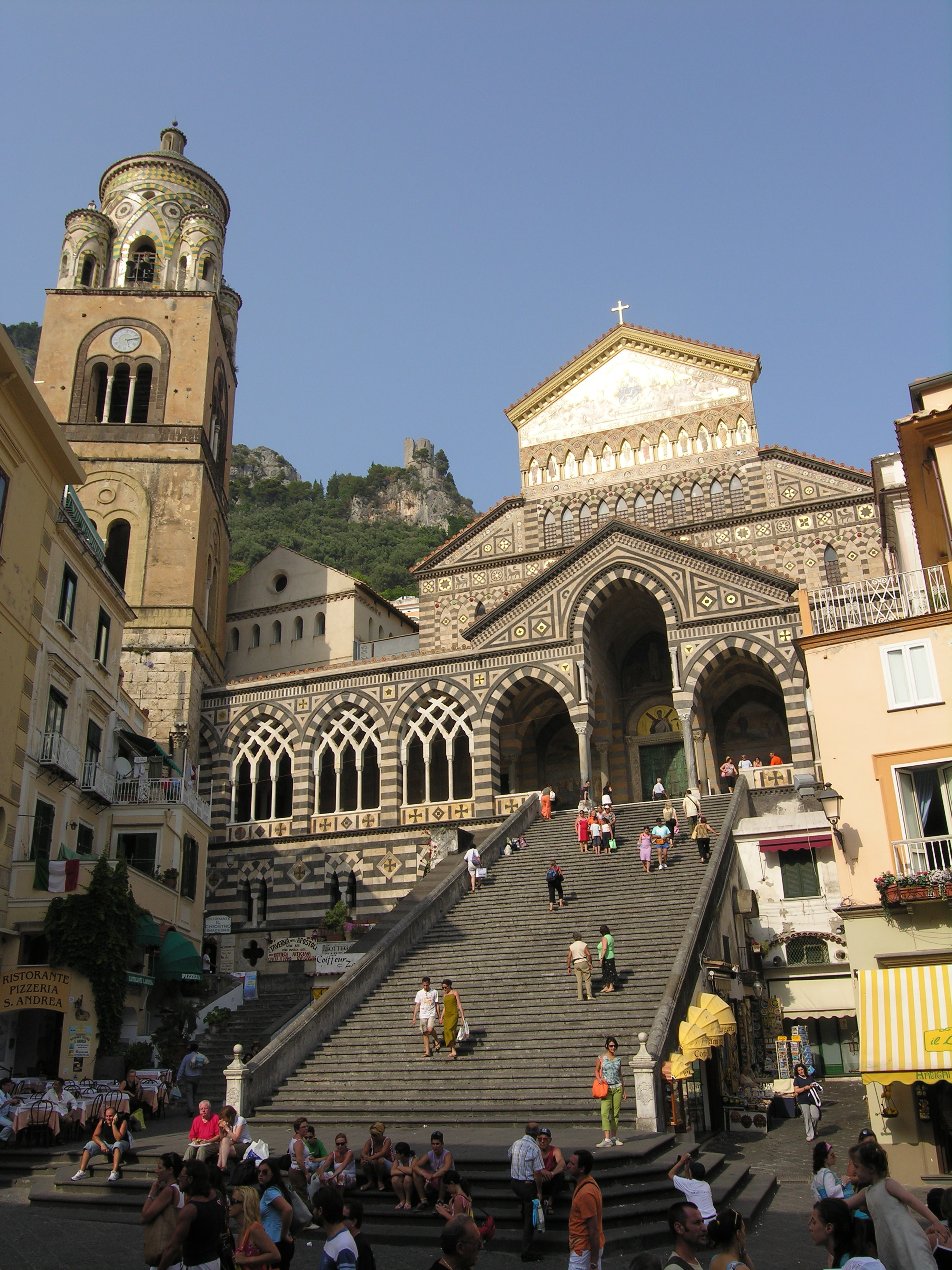
Duomo di Amalfi

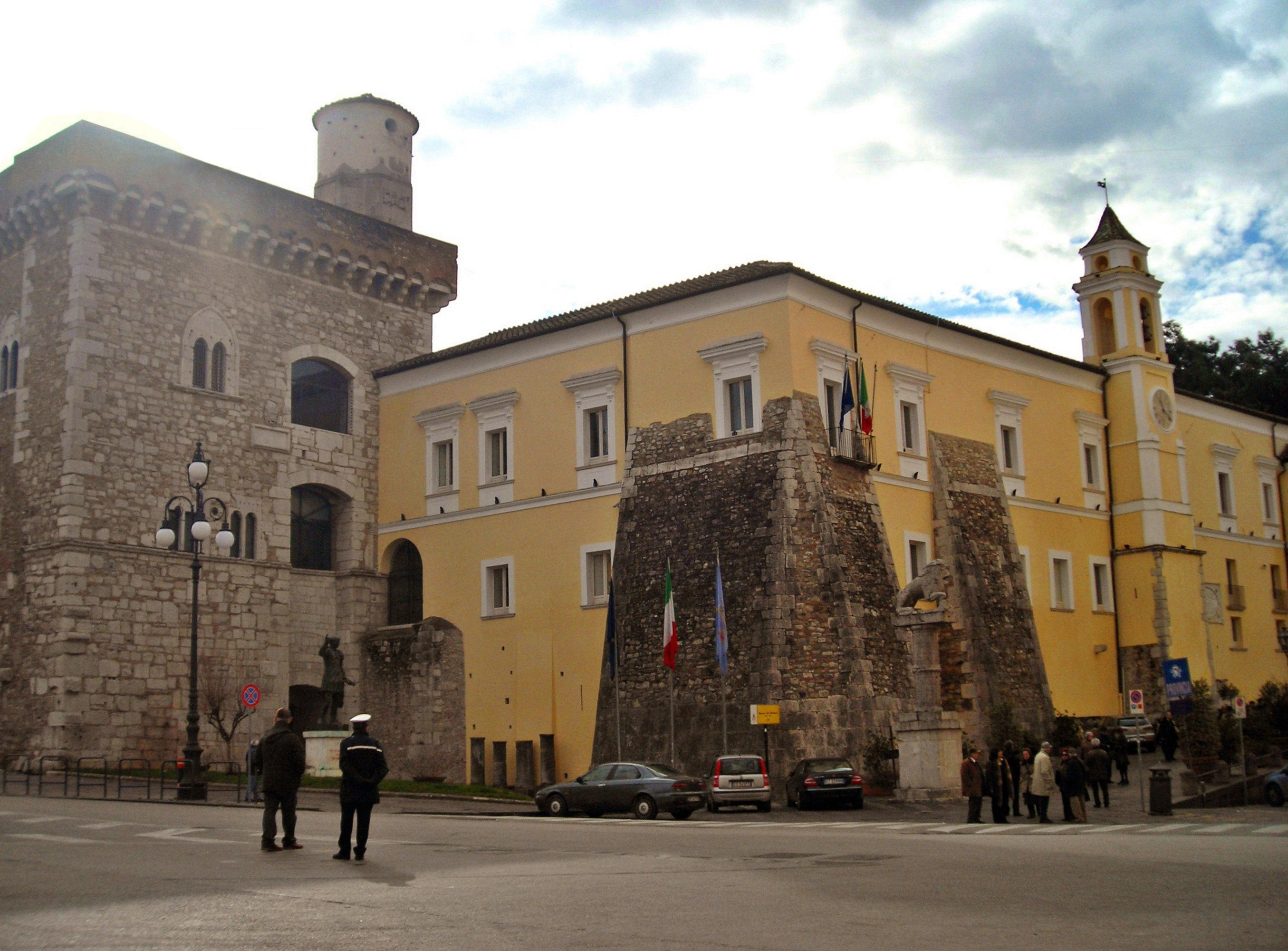
La Rocca dei Rettori di (Benevento)

Avendo la regione subito diversi influssi, il suo patrimonio architettonico consiste in vari stili, che vanno dal romanico al gotico, dal rinascimento napoletano al barocco napoletano fino al neoclassicismo. Tra le opere di rilievo presenti in tutto il territorio campano, si ricordano il duomo di Casertavecchia, il duomo di Amalfi, la cattedrale di Ariano Irpino, il duomo di Benevento e quello di Salerno, esempi di architettura romanica, la cattedrale di Avellino, nonché due testimonianze dell'architettura longobarda, entrambi a Benevento: la rocca dei Rettori e il complesso monumentale di Santa Sofia, patrimonio dell'umanità UNESCO.
Tra gli architetti più importanti campani, si annoverano su tutti Luigi Vanvitelli, Gian Lorenzo Bernini (che non operò in Campania), Francesco Solimena e Domenico Antonio Vaccaro.

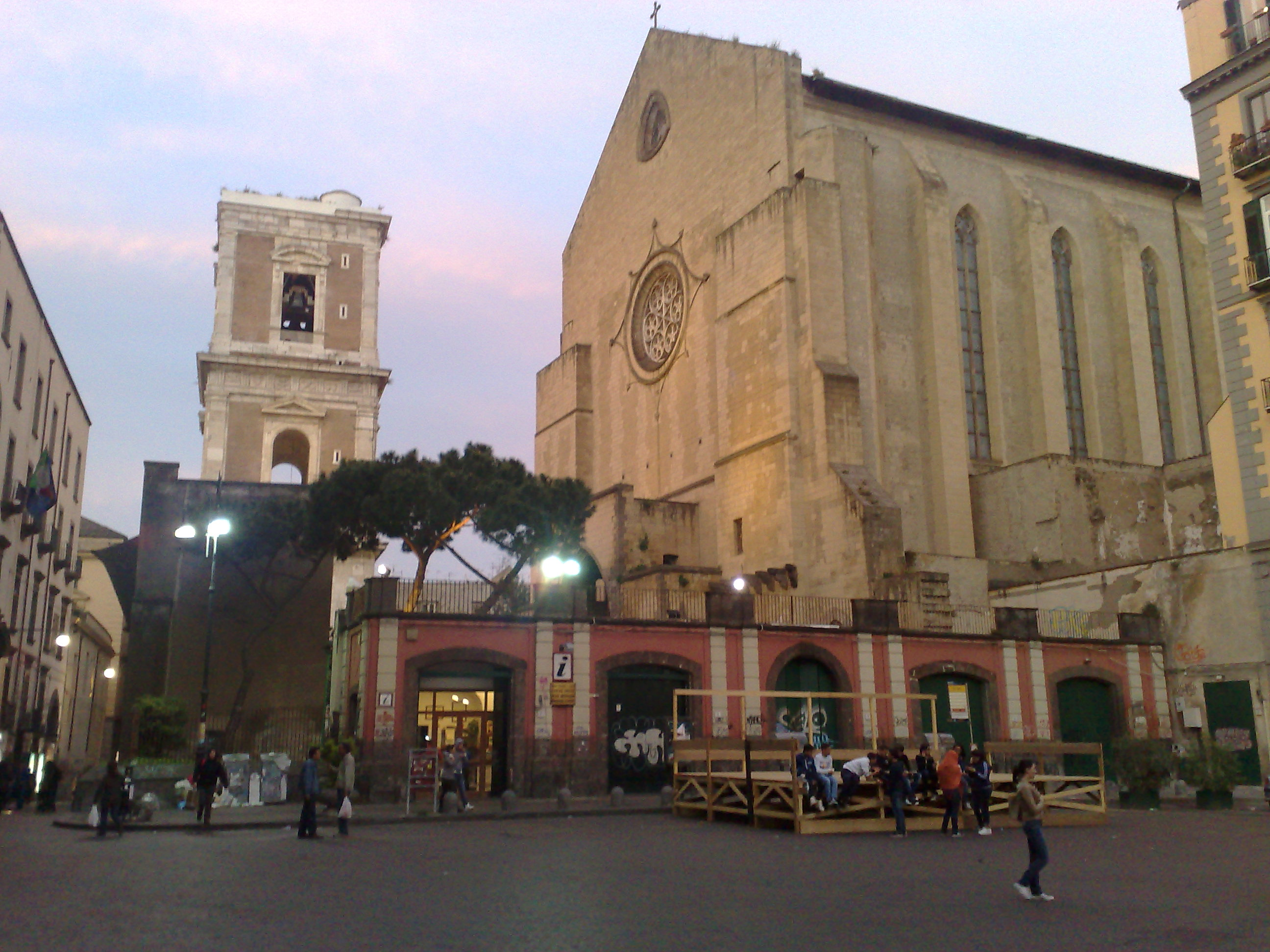
Basilica di Santa Chiara (Napoli)

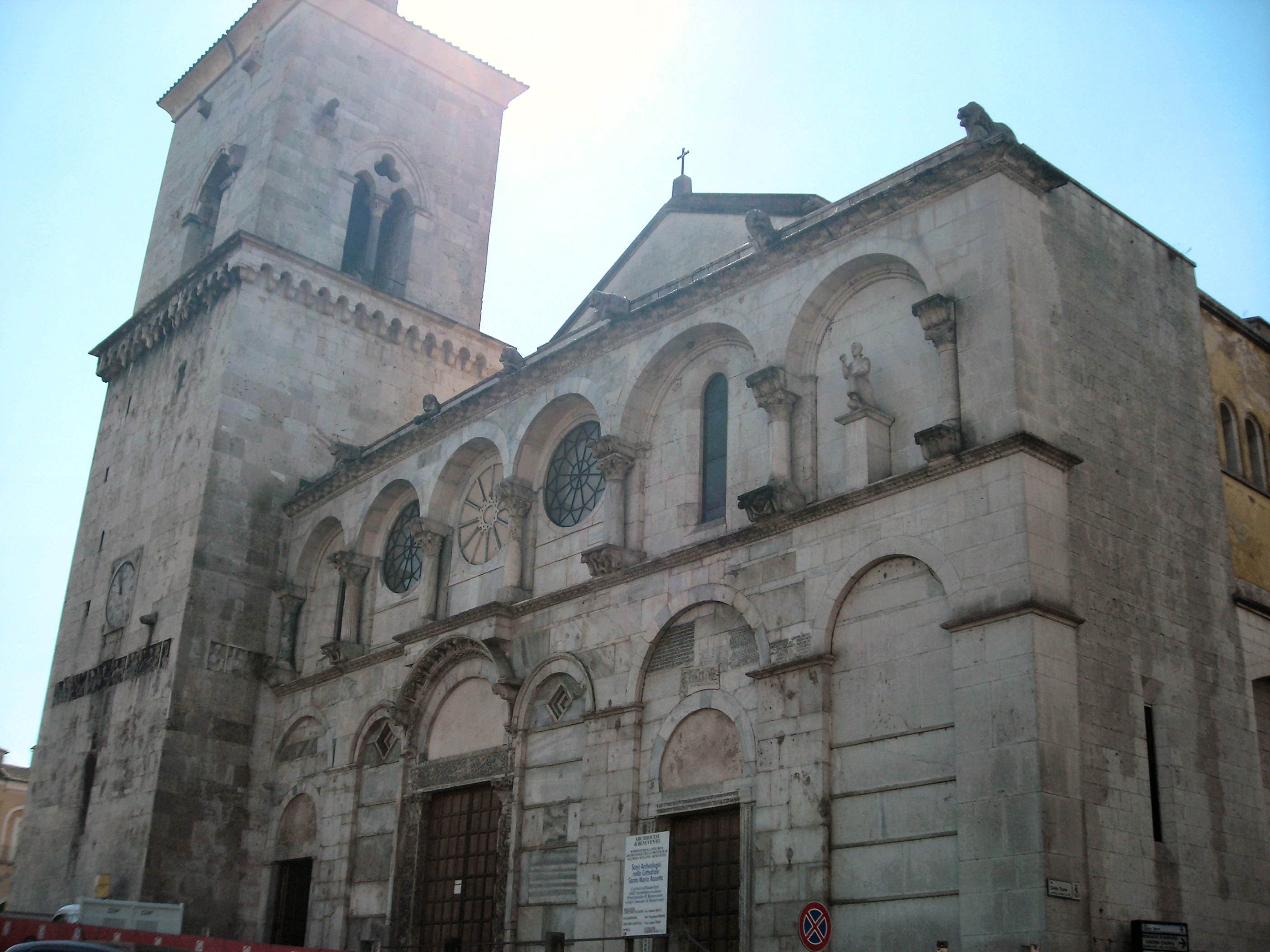
Duomo di Benevento

L'architettura gotica vide l'avvento in Campania grazie a Federico II di Svevia e nei secoli successivi alle dinastie Angioina e Aragonese del Regno di Napoli. Tra le opere di questo periodo, la chiesa di San Pietro a Majella, la basilica di San Lorenzo Maggiore, la chiesa di Sant'Eligio Maggiore, la chiesa di San Domenico Maggiore, la chiesa di San Giovanni a Carbonara.

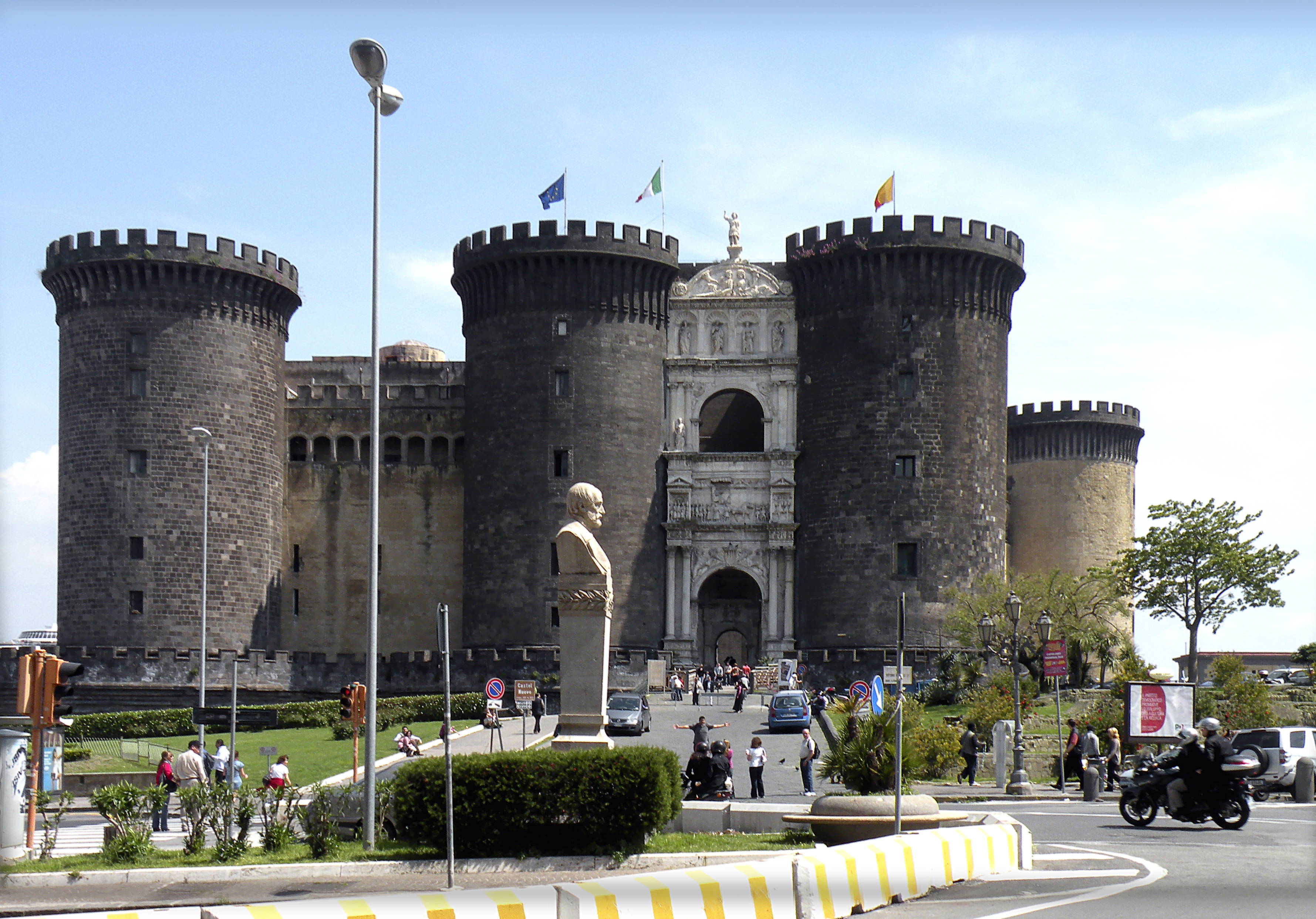
Castel Nuovo di Napoli

Nel periodo rinascimentale, è da segnalare l'arco trionfale del Maschio Angioino, eseguito da diversi autori. I principali furono Francesco Laurana, Domenico Gagini, Guillem Sagrera, e poi altri autori di scuola donatelliana. L'arco rappresenta la conquista del regno da parte del re Alfonso. Altre opere rinascimentali, riconducibili al Rinascimento toscano e veneziano sono il chiostro della certosa di San Martino, il già citato esterno della chiesa del Gesù Nuovo, la chiesa dei Girolamini, la chiesa di Sant'Anna dei Lombardi, la basilica della Santissima Annunziata Maggiore, con annessa la ruota degli esposti.

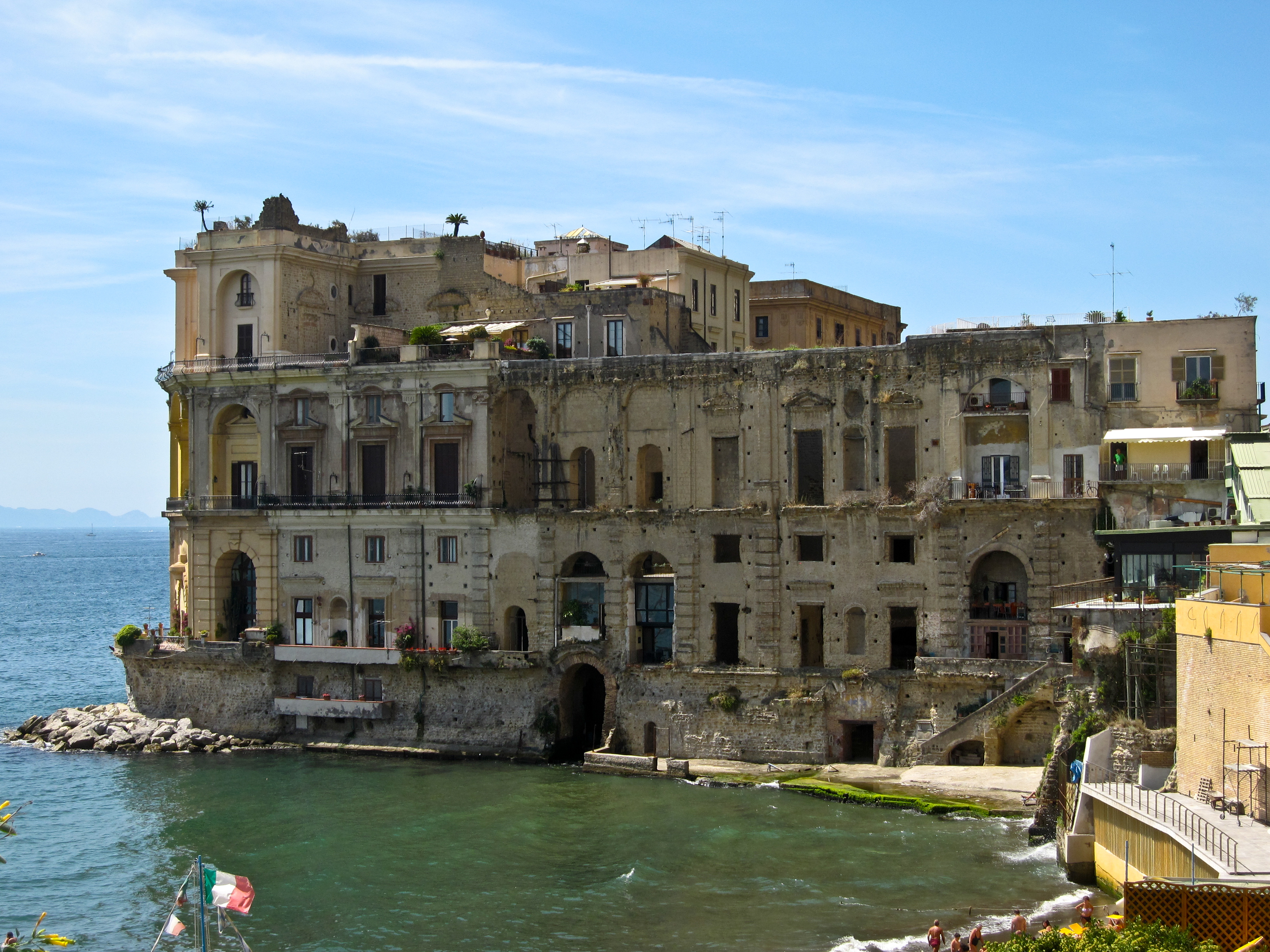
Palazzo Donn'Anna (Napoli)

Dal XVI secolo si diffuse nella regione il barocco napoletano. A Napoli, le opere di quest'ultimo periodo rappresentano la stragrande maggioranza. Tra queste, la basilica di San Paolo Maggiore, la chiesa del Gesù, la cappella del Monte di Pietà. Altro esempio di barocco Napoletano è la Certosa di Padula che si estende su una superficie di 50.500 m² e dichiarata nel 1998 patrimonio dell'umanità dall'UNESCO.
Altri esempi di barocco napoletano sono attribuiti a Cosimo Fanzago: la Certosa di San Martino (definita opere barocca per eccellenza),  la chiesa di Santa Maria Egiziaca a Pizzofalcone, il palazzo Donn'Anna e la guglia di San Gennaro.
Altri autori cardine nel proseguimento di questa corrente furono Ferdinando Sanfelice e Domenico Antonio Vaccaro. Il primo ha tra le principali opere il palazzo dello Spagnolo, il secondo il palazzo dell'Immacolatella ed il chiostro maiolicato di Santa Chiara. Proprio riguardo al palazzo dello Spagnolo si nota uno degli elementi fondamentali del barocco napoletano: le scale che non chiudevano le corti ma divenivano elemento scenografico di collegamento. A partire dal XVIII secolo, tra le ultime correnti artistiche ed architettoniche presenti in regione, si diffuse il neoclassicismo, divisibile in due distinte categorie: la prima, legata ancora al tardo barocco, è caratterizzata da interni voluminosi e policromi, mentre la seconda è costituita da una maggiore severità degli spazi, preludendo al neoclassico puro. Luigi Vanvitelli pose le basi per la nascita del movimento, le cui radici sono a Napoli.

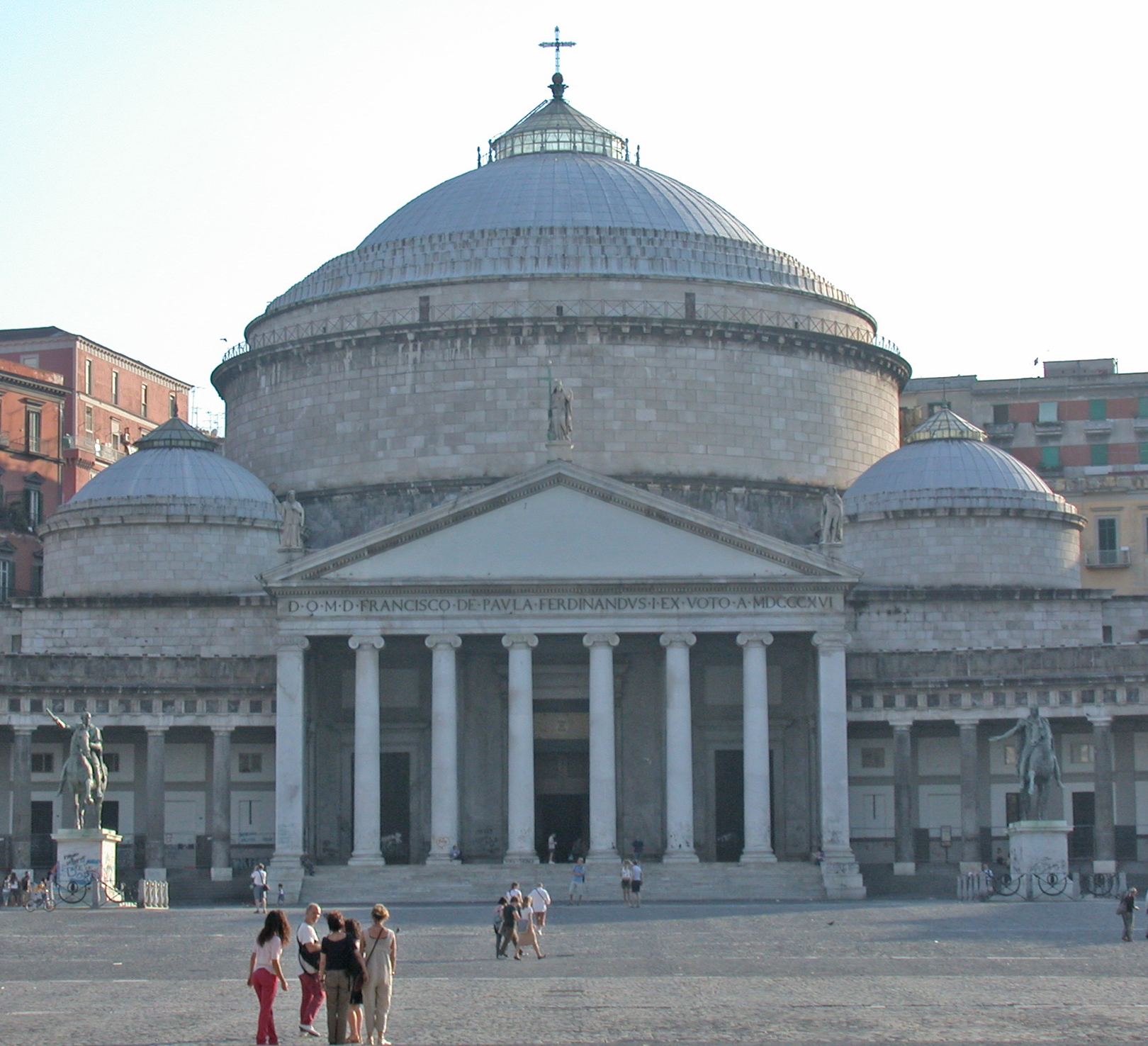
Basilica di San Francesco di Paola (Napoli)

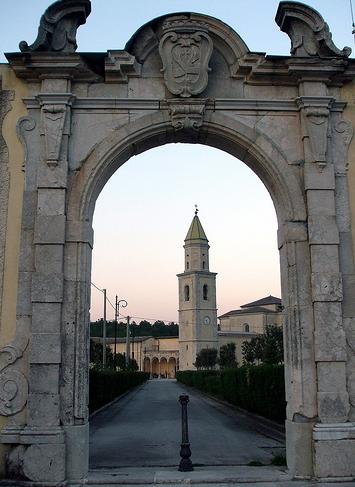
Il portale di accesso al convento di San Francesco a Folloni a Montella, monumento nazionale

La città divenne così all'avanguardia per quanto riguardava lo sviluppo della corrente che a sua volta si basava sulla ripresa del gusto antico. Grande influenza nello stile neoclassico ebbero gli scavi di Pompei che, avviati alla metà del Settecento da Carlo di Borbone, ispirarono lo stile di Luigi Vanvitelli, primo vero autore neoclassico. Tra le opere neoclassiche più importanti in Campania si ricordano la basilica di San Francesco di Paola (definita l'opera neoclassica meglio eseguita), alcuni ambienti della Reggia di Caserta (proprio del Vanvitelli), la facciata del Teatro San Carlo, la Villa Floridiana di Napoli e la casina Vanvitelliana di Bacoli. Del secondo settecento è il conosciuto Real sito di San Leucio, setificio di origine borbonica, con appartamenti reali, il belvedere e le vicine case per gli operai. Risale inoltre al 1700 la ristrutturazione della farmacia degli Incurabili.
Di stile rococò e neoclassico, furono eseguite le ville dell'area vesuviana che costituiscono il Miglio d'oro, definite d'oro proprio per la ricchezza storica e paesaggistica delle stesse. Delle oltre centoventi ville, molte sono in rovina. Alcune strutture, parzialmente rimaste, sono la villa Campolieto, la villa Ruggiero e la villa Favorita ad Ercolano, la villa Bruno e la villa Vannucchi a San Giorgio a Cremano e la villa delle Ginestre a Torre del Greco, la quale è stata una delle residenze di Leopardi.
Gli architetti che lavorarono al progetto di Carlo di Borbone, furono: Luigi Vanvitelli, Ferdinando Fuga, Ferdinando Sanfelice, Domenico Antonio Vaccaro, Mario Gioffredo. Un altro architetto che ha arricchito il patrimonio partenopeo e campano in generale è Domenico Fontana, il quale eresse numerosi edifici imponenti come il Palazzo Reale di Napoli o il Real Albergo dei Poveri.
Tra le opere di architettura contemporanea si possono annoverare il centro direzionale di Napoli, realizzato su progetto dell'architetto giapponese Kenzō Tange, il centro commerciale "Vulcano Buono" di Nola, opera di Renzo Piano, la Cittadella Giudiziaria di Salerno di David Chipperfield, la stazione marittima della stessa città disegnata da Zaha Hadid e l'Auditorium di Ravello, tra le ultime opere realizzate da Oscar Niemeyer.

## Città d'arte

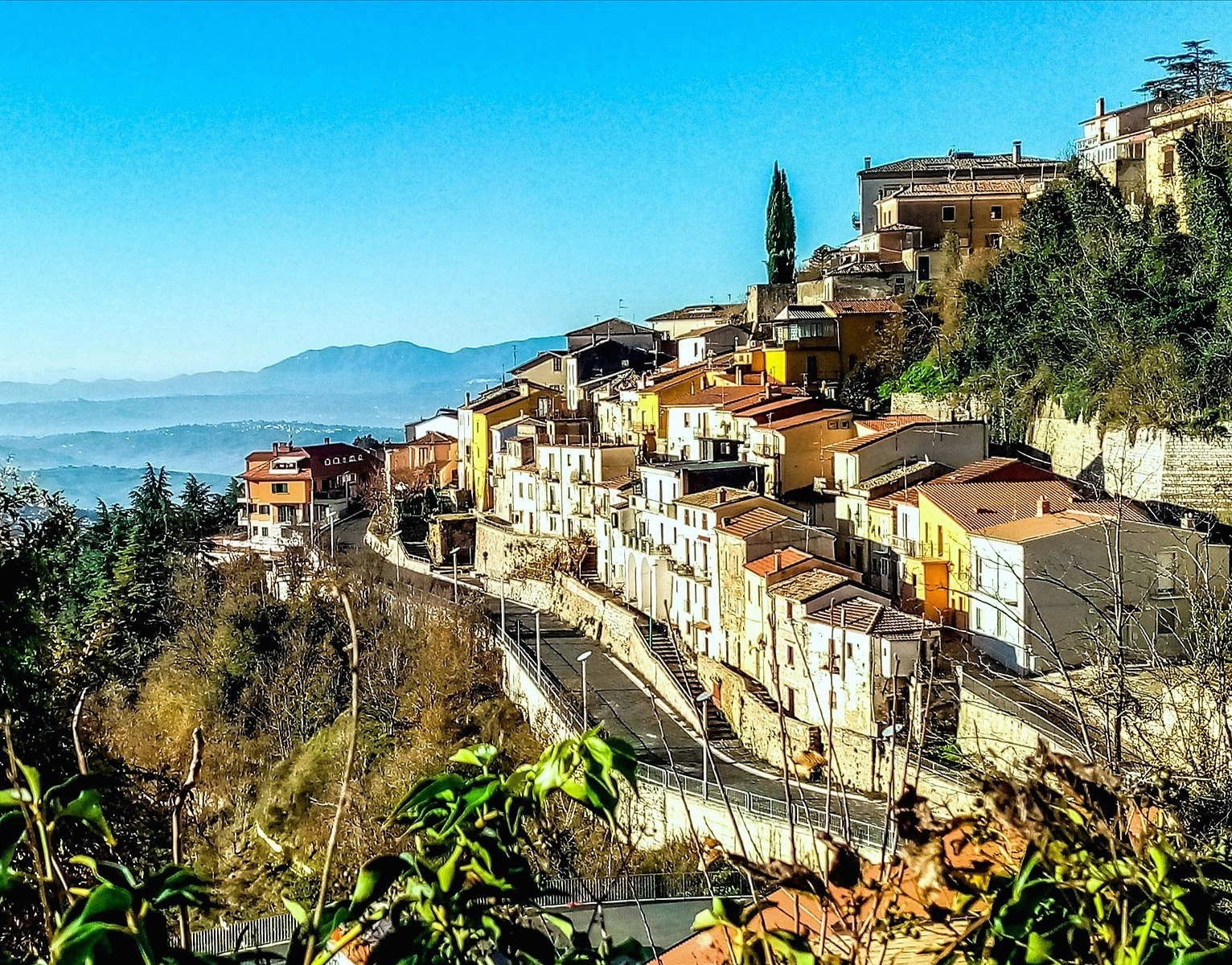
Uno scorcio di Ariano Irpino, una delle città d'arte della Campania

La regione annovera 47 città d'arte.

### Provincia di Avellino
Ariano Irpino, Avellino, Mirabella Eclano, Montella.

### Provincia di Benevento
Benevento, Cerreto Sannita, Sant'Agata dei Goti.

### Provincia di Caserta
Aversa, Calvi Risorta, Capua, Carinola, Caserta, Maddaloni, Piedimonte Matese, Roccamonfina, Santa Maria Capua Vetere, Sessa Aurunca, Teano.

### Città metropolitana di Napoli
Acerra, Anacapri, Bacoli, Capri, Castellammare di Stabia, Cimitile, Ercolano, Forio, Ischia, Napoli, Nola, Pompei, Pozzuoli, Procida, Sorrento, Torre Annunziata, Torre del Greco.

### Provincia di Salerno
Amalfi, Ascea, Capaccio Paestum, Cava dei Tirreni, Eboli, Nocera Inferiore, Nocera Superiore, Padula, Ravello, Salerno, Scala, Teggiano.

## Pittura

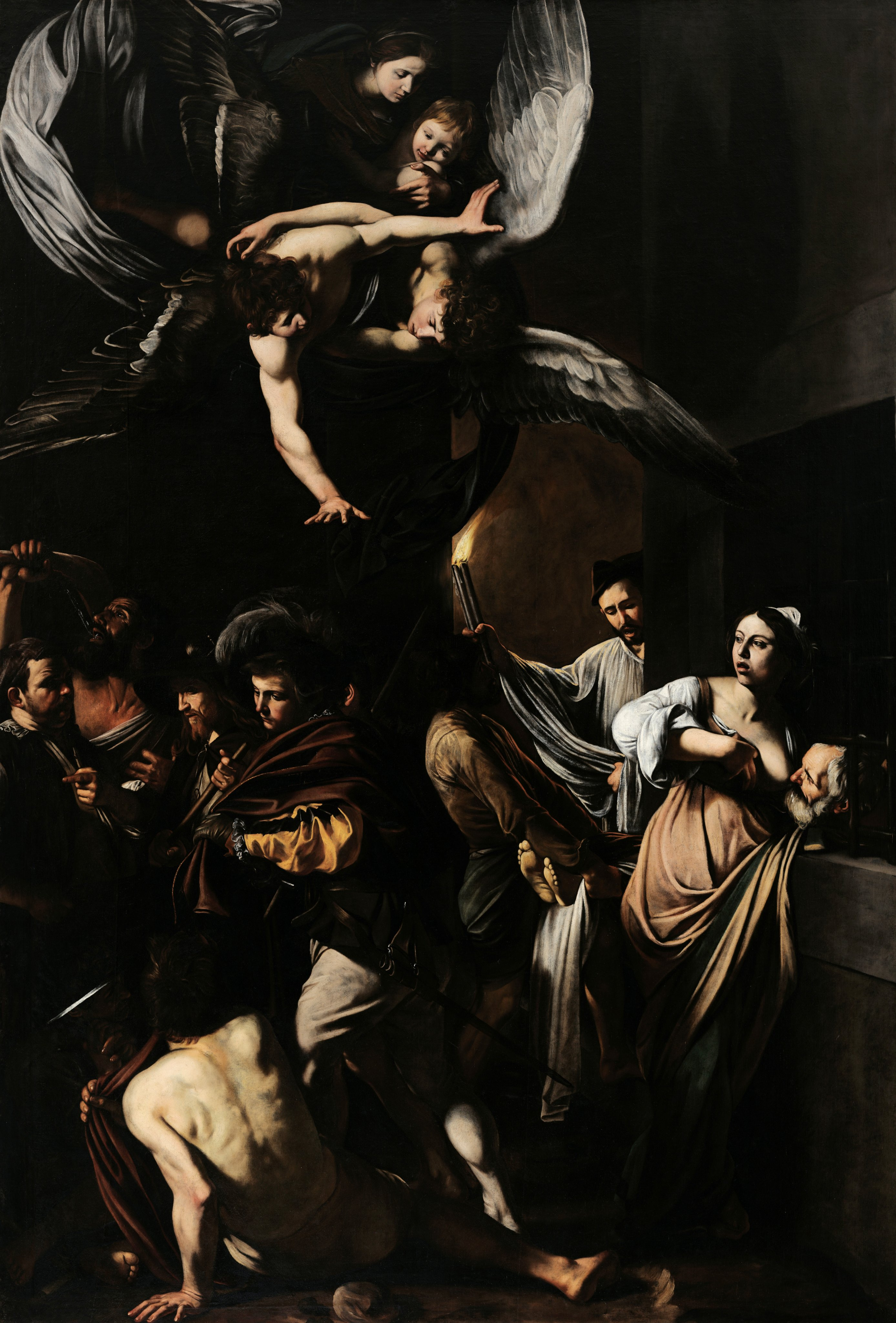
Sette opere di Misericordia (Caravaggio)

Per quanto riguarda la pittura Napoli giocò un ruolo importante potendo contare sulla scia artistica che il Caravaggio lasciò in città. Dopo il passaggio del Merisi, in città nacquero, nel corso del XVII e XVIII secolo importanti autori campani che costituirono il filone del caravaggismo. Si ricorda su tutti Carlo Sellitto, che fu il primo caravaggista napoletano. La prematura scomparsa di Sellitto, ricercato dai membri dell'aristocrazia partenopea in quanto definito il miglior ritrattista della città, non fermò lo sviluppo della corrente. In seguito, ci furono infatti: Battistello Caracciolo, l'autore che più fu influenzato dal Merisi, Jusepe de Ribera, pittore spagnolo ma operante soprattutto a Napoli, e Massimo Stanzione.
In parallelo, altri importantissimi artisti del barocco che si formarono in città furono Bernardo Cavallino, Micco Spadaro e Salvator Rosa.

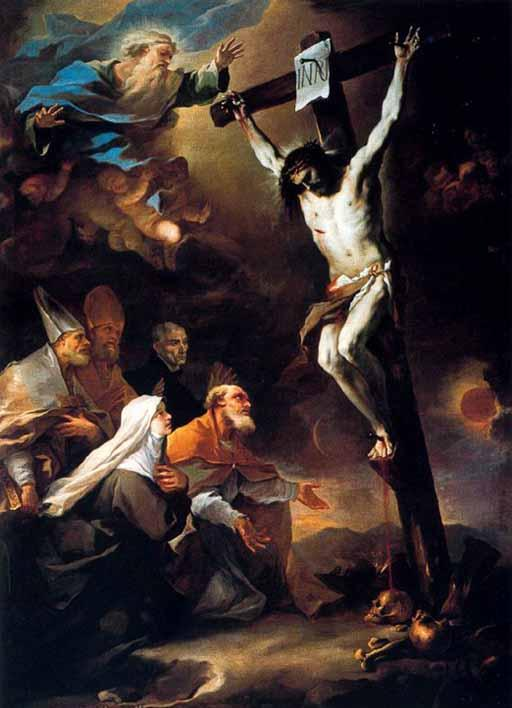
Santi patroni di Napoli adorano il crocifisso (Luca Giordano)

A cavallo tra il XVII e XVIII secolo, vi furono poi altri due importantissimi pittori in Campania, uno nativo ed un altro "importato". Il primo fu Luca Giordano, uno dei più prolifici pittori che ci siano mai esistiti avendo all'attivo circa 3000 dipinti effettuati, e l'altro fu Mattia Preti, importantissimo artista che eseguì numerosi dipinti per le più importanti chiese della città. Luca Giordano superò definitivamente la tradizione del barocco seicentesco inaugurando l'arte del secolo successivo con i suoi vivaci colori, assimilati osservando la pittura veneta e grazie allo studio di autori del cinquecento (Raffaello e Michelangelo). Le opere del Giordano sono diffuse in tutto il mondo, dal Louvre di Parigi, al Museo del Prado di Madrid, fino alla Galleria degli Uffizi di Firenze. Proprio a Firenze, l'autore eseguì una delle sue opere più rilevanti: esse sono il ciclo di affreschi nel Palazzo Medici Riccardi.
All'inizio del settecento, è l'opera di Francesco Solimena ad avere maggior risonanza, anche in ambito europeo. I suoi lavori furono eseguiti nelle più importanti chiese del capoluogo campano e soprattutto nella Reggia di Caserta. Continuatore del Solimena, fu poi il suo allievo Francesco De Mura, del quale si ricordano soprattutto le donazioni postume fatte al Pio Monte della Misericordia, istituto che custodisce alcuni dei dipinti napoletani più importanti del XVI e XVII secolo.

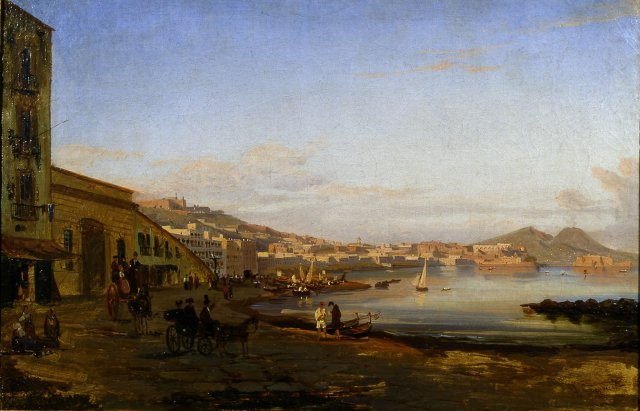
Marina di Posillipo (Giacinto Gigante)

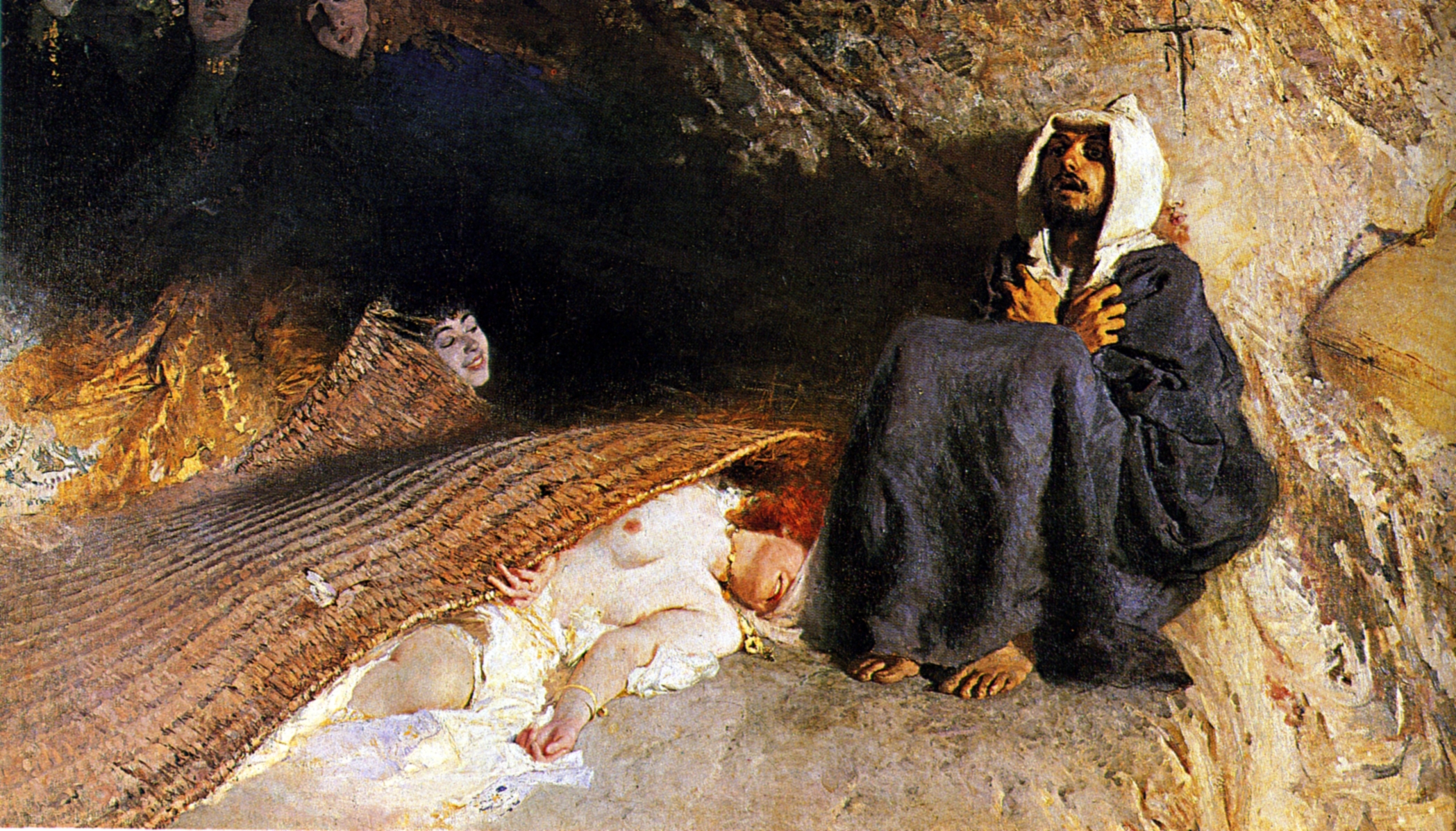
Le tentazioni di sant'Antonio (Domenico Morelli)

Il XIX secolo fu un periodo d'avanguardia per la pittura napoletana, abbandonando ogni residuo tardo-barocco o caravveggesco e inserendosi in un più vasto movimento artistico, paesaggistico e romantico, che assume connotati propri con la Scuola di Posillipo (1820-1850). Seguaci di tale corrente furono un tardo Salvator Rosa e Micco Spadaro. Il movimento riprende gli splendidi paesaggi napoletani del golfo, del Vesuvio, di Pompei ed è sostenuto anche da altri esponenti stranieri della scuola che si ritrovano a Napoli in occasioni di viaggi e durante il percorso del gran tour. Uno di questi fu Anton Sminck van Pitloo, che dopo un soggiorno a Parigi, giunge a Napoli per dipingere in splendidi olii ricchi di luce ed effetti cromatici i paesaggi più classici della città partenopea. Altro esponente, simile nel soggetto ma diverso nella tecnica, fu il napoletano Giacinto Gigante, che lo affianca nello studio ed assieme daranno vita a quella che noi chiamiamo Scuola di Posillipo. I suoi quadri, con un taglio quasi fotografico, riprendono principalmente suggestivi paesaggi come quelli di Amalfi, Capri, Caserta, il Vesuvio.
Successivamente alla scuola di Posillipo, nella seconda metà del XIX secolo, nasce la Scuola di Resìna o chiamata Repubblica di Portici che include artisti come Giuseppe De Nittis, Marco De Gregorio, Federico Rossano e Gioacchino Toma. Di altra natura era il mondo accademico dove si annovera tra i più importanti pittori nazionali e regionali, Domenico Morelli, la cui arte fonde verismo a tardo-romanticismo. L'autore operò essenzialmente nell'accademia delle Belle Arti di Napoli, nella quale fu prima studente, poi insegnante, poi direttore e poi presidente.
Alla fine del XX secolo, infine, si annoverano tra i principali pittori quelli del movimento transavanguardista, dei quali, ben tre dei “magnifici cinque” della Transavanguardia sono campani: Mimmo Paladino, Nicola De Maria e Francesco Clemente.

## Scultura

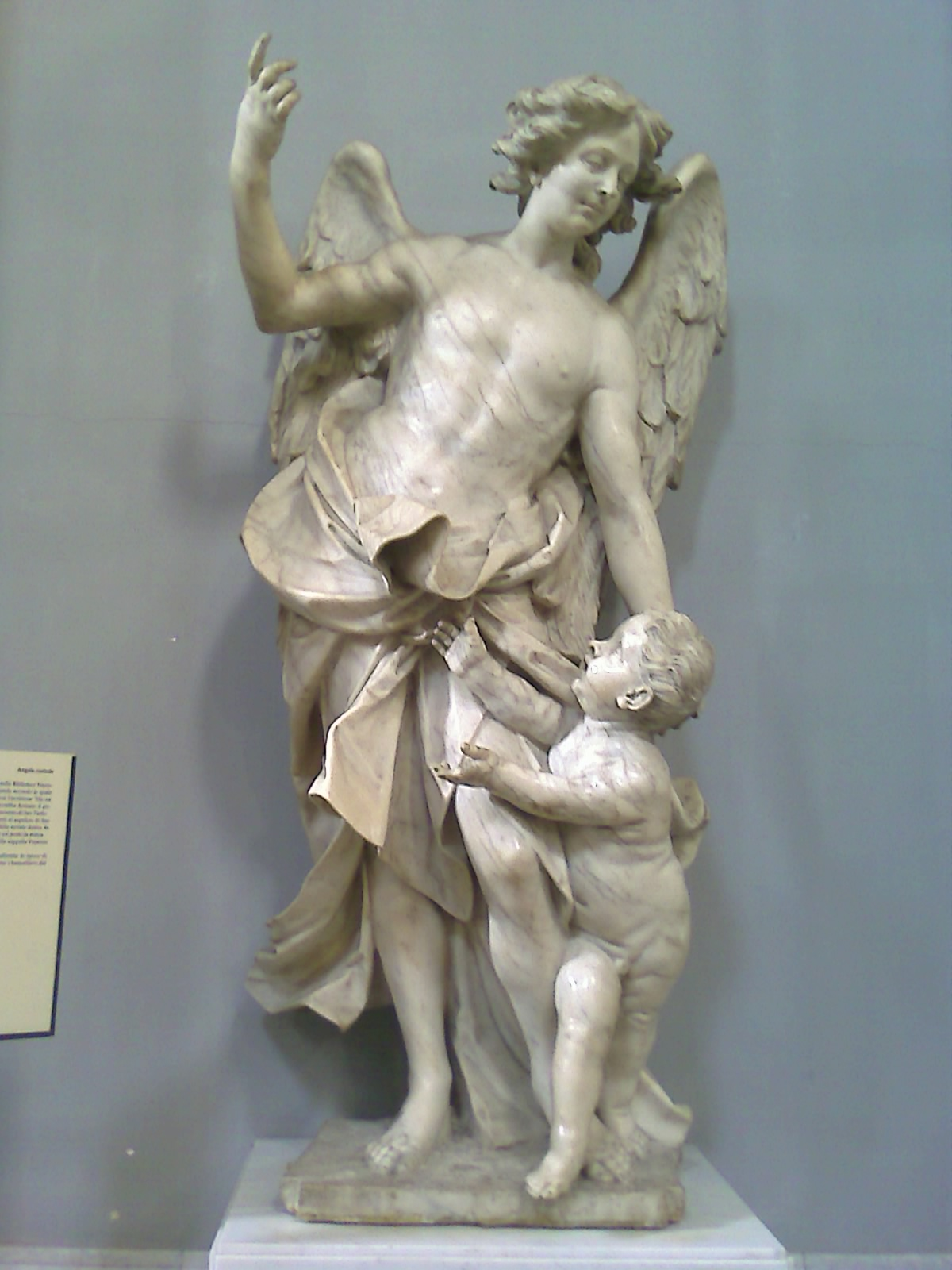
L'Angelo custode (Domenico Antonio Vaccaro, 1712)

Tra gli scultori più importanti nativi in Campania vi sono Giovanni da Nola, Domenico Antonio Vaccaro, Giuseppe Sanmartino e Vincenzo Gemito.
Il San Martino, in particolare, fu nel XVIII secolo l'esecutore di una delle più importanti opere scultoree di quel periodo: il Cristo Velato. L'opera suscitò persino l'invidia di Antonio Canova che avrebbe voluto acquistarla. Il complesso che ospita la statua marmorea è la famosa Cappella Sansevero, la quale ospita altre importanti opere all'interno, come la Pudicizia ed il Disinganno.
Tra gli scultori più importanti in Campania, entrambi del barocco, vi furono Cosimo Fanzago e Domenico Antonio Vaccaro. Entrambi contribuirono allo sviluppo del barocco napoletano, corrente fatta di ricchissimi intarsi di marmi colorati che ornano strutture ancora permeate di rigore manierista. Il primo vede tra le sue principali opere scultoree i lavori eseguiti all'interno della Chiesa del Gesù Nuovo, la fontana del Sebeto, l'obelisco di San Gennaro e tante altre ancora. Il secondo invece, lavorò principalmente nelle chiese, progettandole per intero, come avvenne per la certosa di San Martino, o eseguendo decorazioni o sculture interne. Tra le opere principali si ricordano: l'Angelo custode, il chiostro maiolicato di santa Chiara e diverse altre ancora.

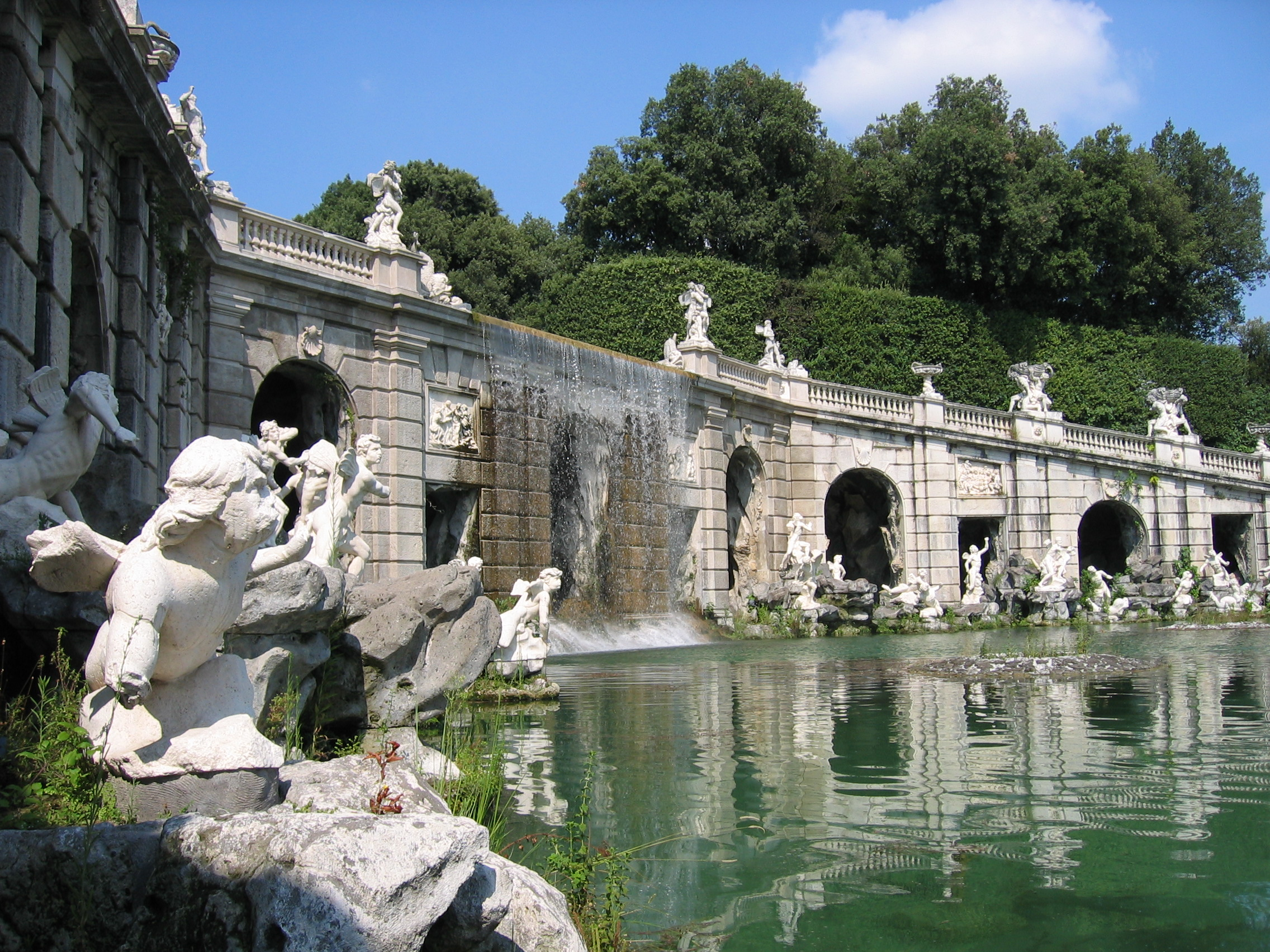
La fontana di Eolo (reggia di Caserta)

A cavallo tra il XIX e XX secolo si annovera tra le principali opere scultoree d'Italia il gruppo di fontane che caratterizzano il parco della Reggia di Caserta. Queste furono il frutto di diversi scultori dell'epoca che lavorarono al progetto del Vanvitelli, morto prima di concludere l'opera nel 1773. Tra i principali artisti si ricorda Gaetano Salomone, il quale compì molte delle statue che adornano i giardini.
Tra i principali scultori del XIX secolo, si ricorda Vincenzo Gemito, le cui opere principali sono, Il pescatorello (Museo Bargello di Firenze), L'acquaiolo (Museo Casa Natale di Michelangelo Buonarroti di Caprese Michelangelo, Arezzo), ed Il Giocatore di carte (Museo di Capodimonte a Napoli).
Altri importanti scultori che hanno eseguito opere per la città di Napoli furono: Donatello (per il sepolcro del cardinale Rainaldo Brancaccio), Pietro Bernini (per diverse opere), Michelangelo Naccherino (per le fontane cittadine) e Antonio Canova (che eseguì le statue equestri in Piazza del Plebiscito ed altre opere in città).

## Siti UNESCO e patrimoni dell'umanità

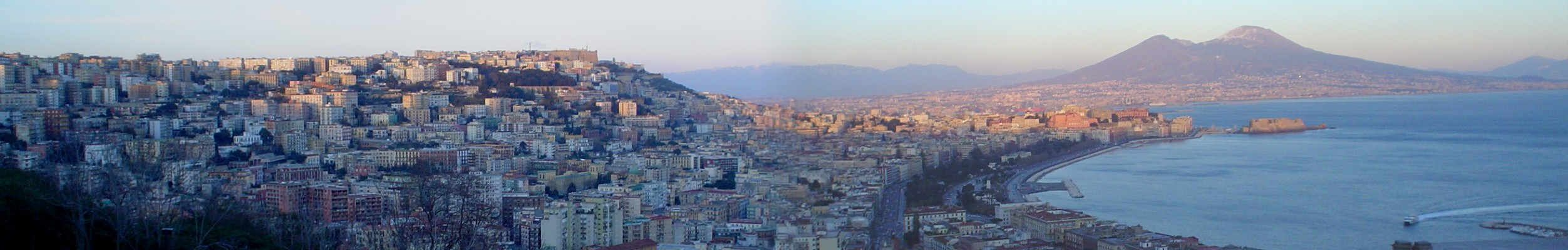
Napoli

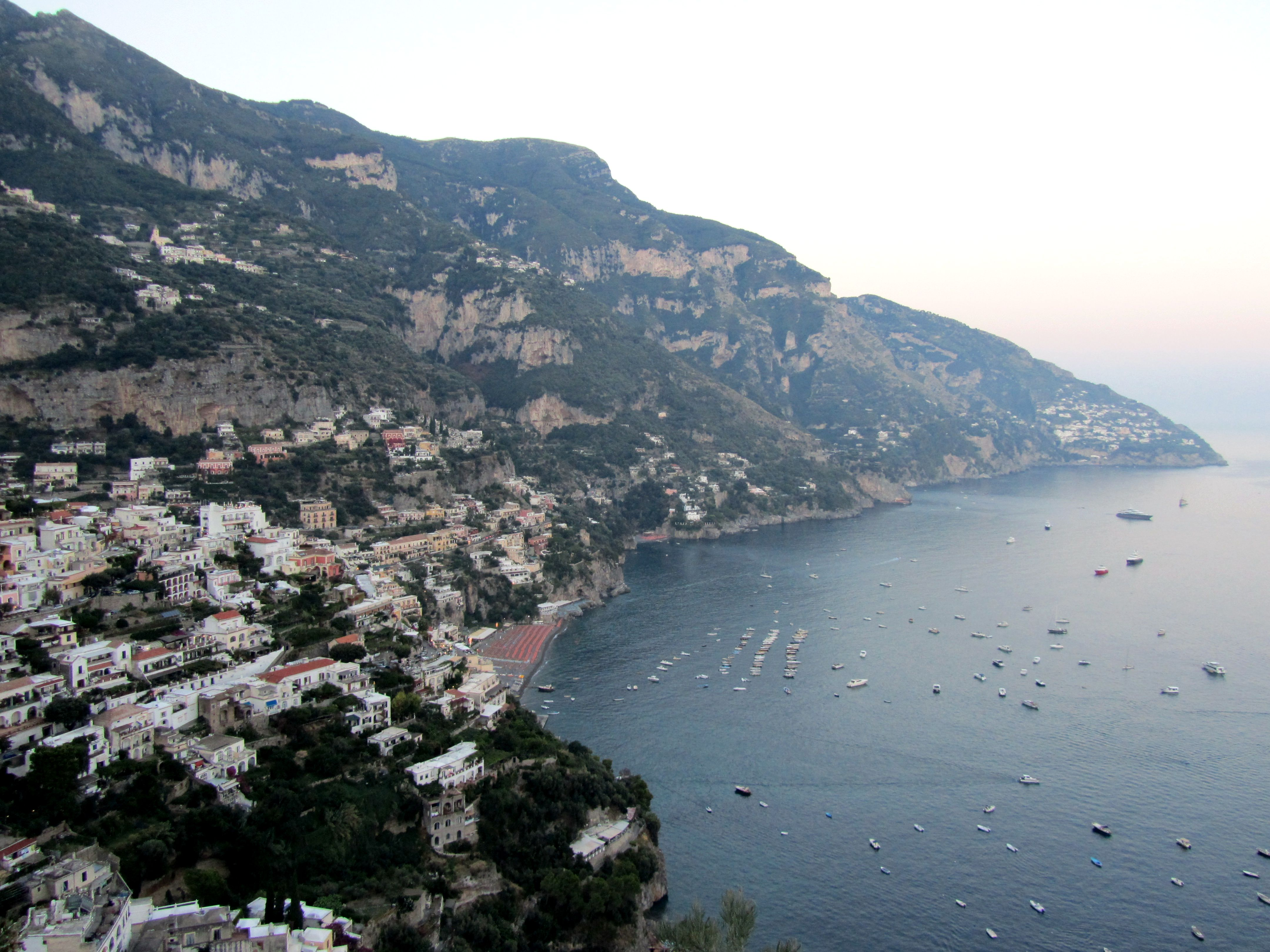
La costiera amalfitana - vista su Positano

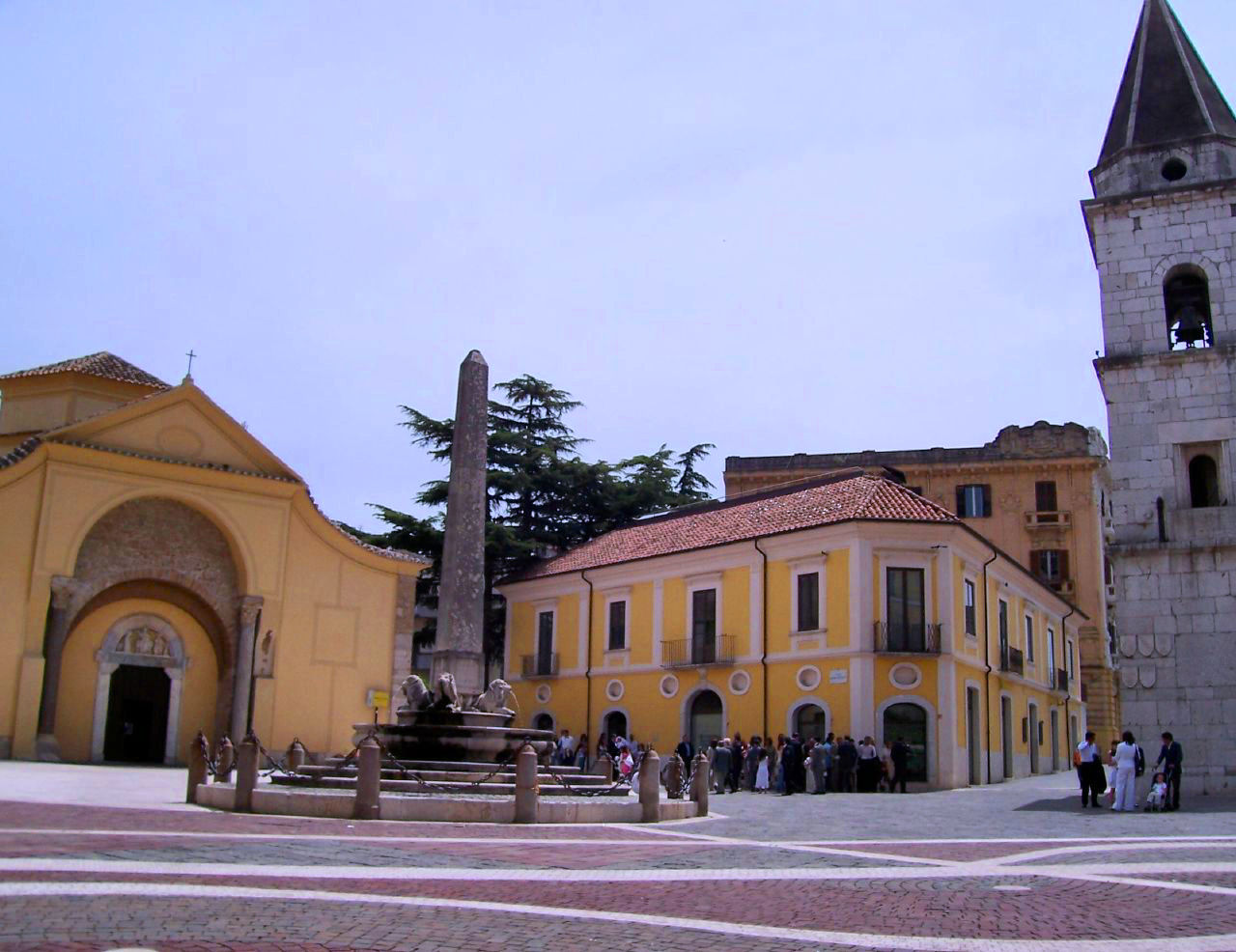
Complesso di Santa Sofia (Benevento)

I siti UNESCO patrimonio dell'umanità presenti in Campania sono:
- Centro storico di Napoli, dal 1995;
- Reggia e parco di Caserta con l'Acquedotto Carolino e il complesso di San Leucio, dal 1997;
- Aree archeologiche di Pompei, di Ercolano e di Oplonti, dal 1997;
- Costiera amalfitana, dal 1997;
- Parco Nazionale del Cilento e Vallo di Diano con i siti archeologici di Paestum e di Velia e la certosa di Padula, dal 1998;
- Complesso monumentale longobardo di Santa Sofia di Benevento, dal 2011.

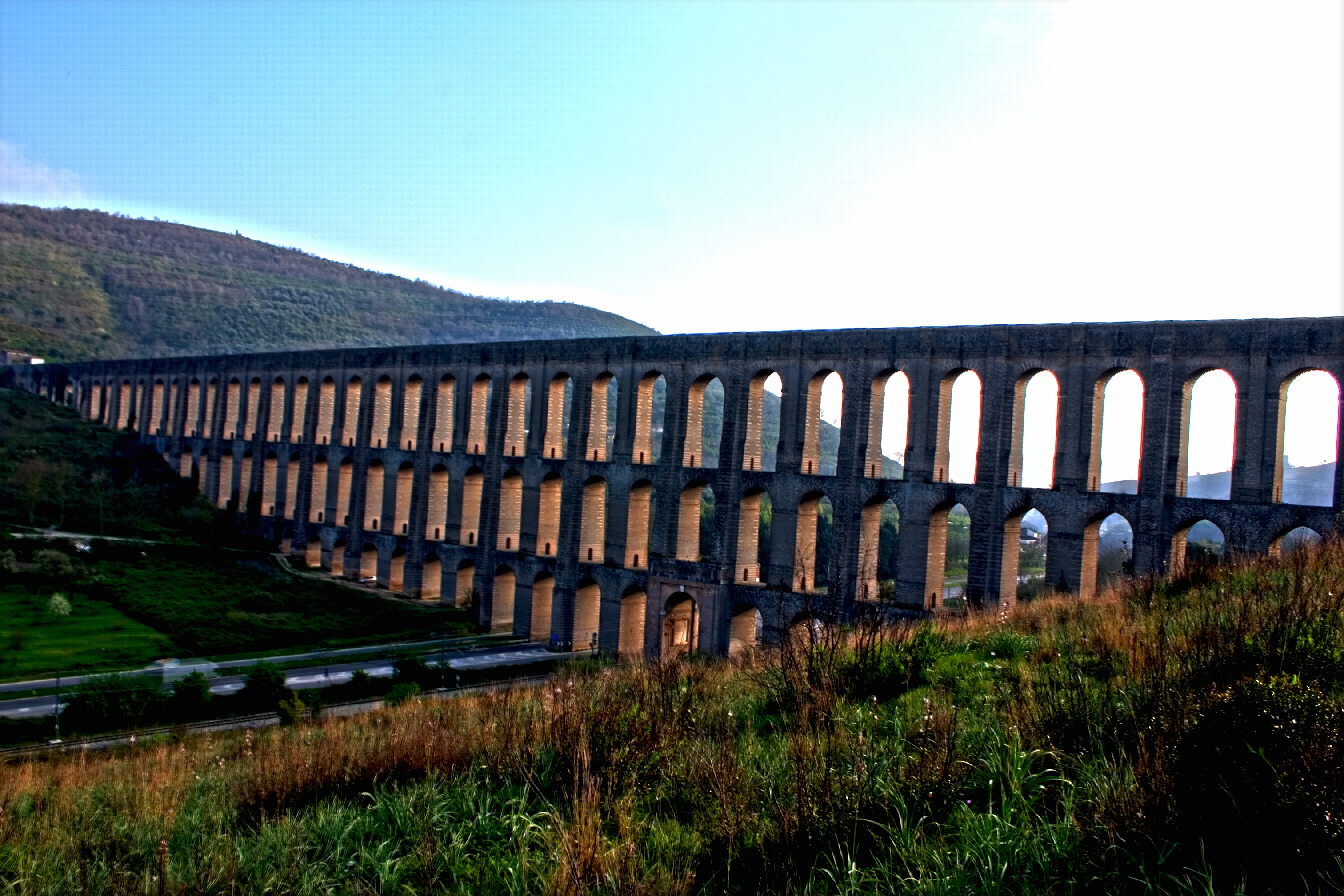
Acquedotto di Vanvitelli (Valle di Maddaloni)

## Poesia e letteratura

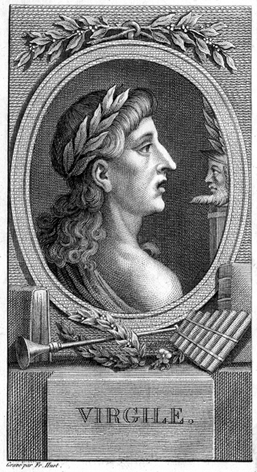
Virgilio

La storia della letteratura in regione ha origini antichissime, dando i natali illustri personaggi come Torquato Tasso, Giordano Bruno e Giambattista Vico. Nel corso della storia, Napoli divenne uno dei centri culturali maggiori d'Europa, al pari di Vienna, Parigi e Londra e ciò permise di attrarre in città (ed in tutto il regno in generale) illustri personaggi della letteratura, come: Francesco Petrarca, Tommaso d'Aquino, Giovanni Boccaccio, Giacomo Leopardi, Benedetto Croce e Gabriele D'Annunzio.
Già dall'Impero romano infatti, ci furono i primi importanti letterari che proprio in Campania hanno composto le loro opere. In regione furono ospitati illustri personaggi quali Mecenate, Orazio, Virgilio, il quale, quest'ultimo, proprio a Napoli, città in cui amava risiedere, scrisse le Bucoliche, primo frutto della poesia del poeta latino e considerate la trasformazione in linguaggio poetico dei precetti di vita appresi dalla scuola epicurea del capoluogo campano. Altre opere composte sempre a Napoli furono le Georgiche e l'Eneide.
Nel periodo medioevale, dopo la caduta dell'impero romano d'occidente, vi fu l'avvento della scuola siciliana, che porta alla nascita di diversi autori campani (all'epoca la regione faceva parte del Regno di Sicilia), ed importanti scritti teologici come quelli di San Tommaso d'Aquino, il quale, trasferìtosi a Napoli a 14 anni, si dedicò allo studio delle arti all'Università presso il convento di San Domenico Maggiore. Tra i principali esponenti della scuola siciliana, si ricordano Pier della Vigna e Rinaldo d'Aquino. Il trecento è il periodo dell'umanesimo, questa corrente partì dall'Italia (i centri maggiori furono Firenze e Napoli) e si diffuse in tutta l'Europa contemporanea. Proprio a Napoli, vi soggiornarono due illustri autori della letteratura toscana: Giovanni Boccaccio e Francesco Petrarca. Il primo, in città imparò il greco da Leonzio Pilato per tradurre l'Iliade di Omero, e durante il periodo napoletano compose le sue prime opere giovanili: Filocolo (1336-38), Filostrato (1335), Teseida (1339-41), Caccia di Diana (1334/38) e le Rime (data incerta). Il secondo invece, si recò presso la regina Giovanna d'Angiò con l'incarico di ambasciatore del papa Clemente VI dove continuò a scrivere i libri del Rerum memorandarum (rimasti poi incompiuti).

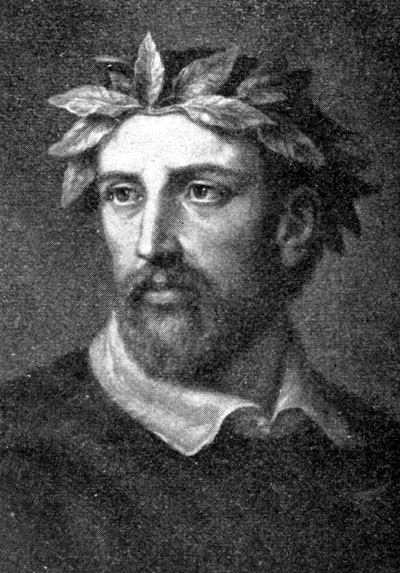
Torquato Tasso

Nel cinquecento, in Italia ricominciarono a prender piede i dialetti locali, mentre l'italiano venne relegato a funzione di linguaggio di corte. In questo quadro nasce l'opera letteraria più importante del secolo, la Gerusalemme liberata di Torquato Tasso. L'autore campano iniziò a scrivere l'opera all'età di 15 anni con il titolo di Gierusalemme tra il 1559 ed il 1560 durante il soggiorno a Venezia, ma si fermò a 110 ottave, ben meno dei venti canti della Gerusalemme liberata. Successivamente l'opera fu composta in seguito e completata dieci anni dopo a Ferrara, nel 1575. In questo stesso periodo un altro illustre campano, Giordano Bruno, filosofo, scrittore e frate domenicano, compose importanti opere in tutta l'Europa.
Durante l'epoca barocca, a cavallo tra il XVI e XVII secolo, va ricordato ancora un altro letterato e scrittore di origini campane, primo a utilizzare la fiaba come forma di espressione popolare, definito il Boccaccio napoletano: Giambattista Basile.

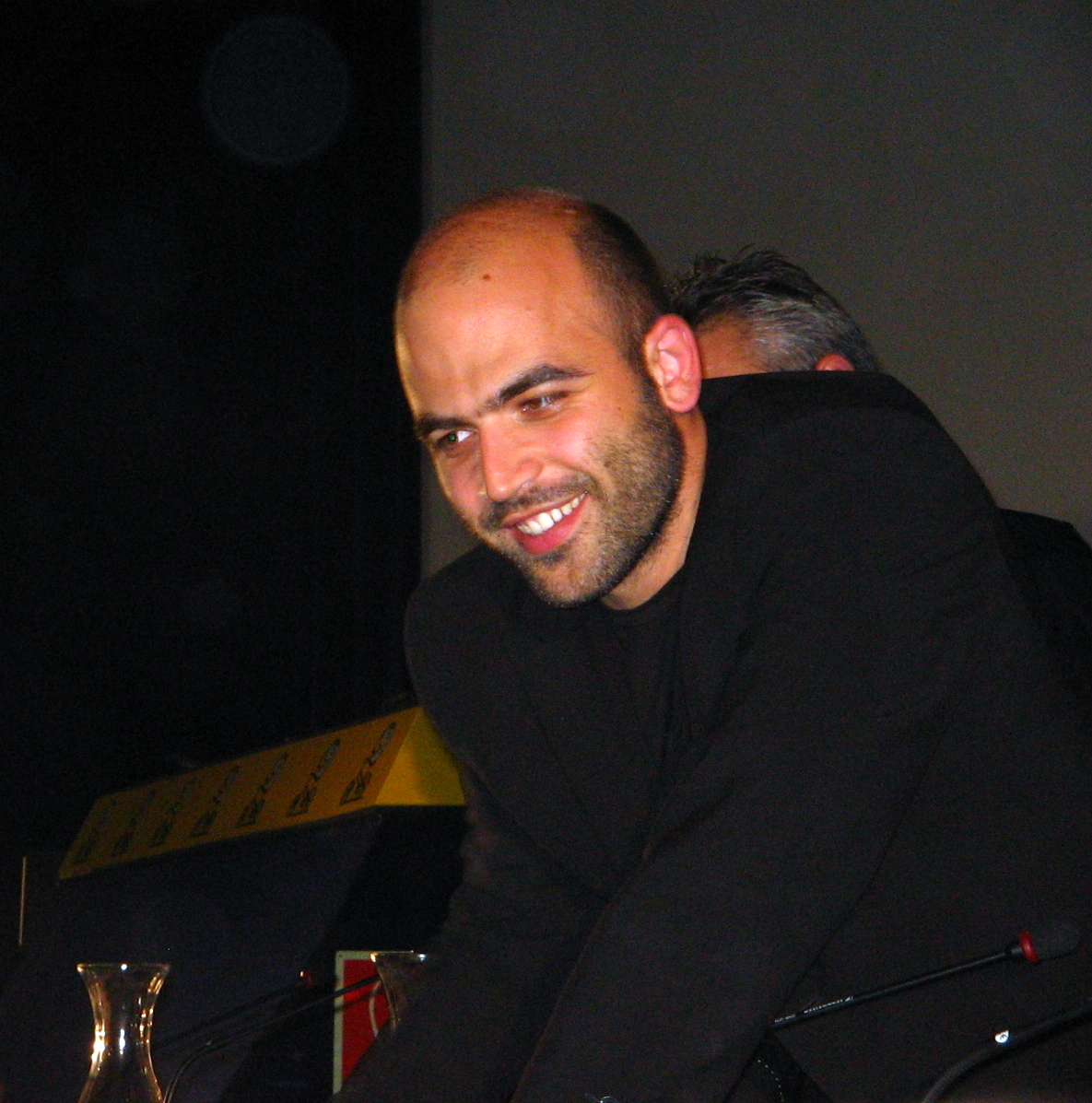
Roberto Saviano

Nel settecento, vi fu Giambattista Vico. Altro importante filosofo e giurista campano noto nell'ambiente culturale napoletano e molto interessato alle nuove dottrine filosofiche. Egli ebbe modo di leggere e studiare le opere di Platone, Aristotele, sant'Agostino, Tacito, Dante, Petrarca e Suárez, tenendosi anche aggiornato sul dibattito filosofico di quel tempo che si svolgeva attorno alla "discussione sul cartesianesimo" tra i sostenitori di Cartesio e i suoi critici.
L'ottocento fu caratterizzato dalla presenza a Napoli di Giacomo Leopardi, che qui compose poco prima di morire: La ginestra e le Paralipomeni della Batracomiomachia. A cavallo tra l'ottocento ed il novecento, si registra la presenza sempre a Napoli di Benedetto Croce, che visse ed operò in città fino alla morte. Inoltre vi è Nicola Abbagnano fino alla fine del XX secolo. Nell'epoca moderna, importanti autori campani sono: Luciano De Crescenzo, Erri De Luca e Roberto Saviano.

### Opere dialettali

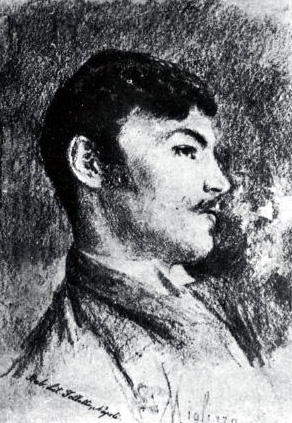
Salvatore Di Giacomo

Il napoletano possiede una ricchissima tradizione letteraria risalente al Regno di Sicilia. Con la scuola siciliana infatti, i testi ed i versi furono trattati sempre come versi in lingua napoletana (volgare pugliese). Tra i principali si ricordano le poesie di Giacomo da Lentini, Rinaldo d'Aquino, Pier della Vigna, Giacomino Pugliese e Guido delle Colonne.
Nella metà del XVI secolo, durante il dominio aragonese, i sovrani incentivarono l'adozione definitiva del toscano come lingua letteraria anche a Napoli. Iniziarono così anni di crisi della lingua napoletana nella letteratura. Il più celebre poeta napoletano dell'epoca fu Giulio Cesare Cortese. Egli è molto importante per quella che è la letteratura dialettale e barocca, in quanto, assieme a Giambattista Basile, pone le basi per la dignità letteraria ed artistica della lingua napoletana moderna.
Il culmine della letteratura dialettale napoletana si è raggiunto negli ultimi tre secoli, in settori anche diversi tra loro, arrivando in alcuni casi anche a punte di grandissimo livello, come ad esempio nelle opere di Salvatore di Giacomo, Raffaele Viviani, Ferdinando Russo, Eduardo Scarpetta, Eduardo De Filippo, Antonio De Curtis, Annibale Ruccello. Proprio a cavallo tra l'Ottocento ed il novecento, inoltre, vi fu l'avvento di poeti dialettali compositori di versi che verranno poi musicate diventando le canzoni classiche napoletane. Su tutti si ricordano: E.A. Mario, Ernesto Murolo, Libero Bovio, Cesare Andrea Bixio ed il già citato Salvatore Di Giacomo.

## Musica

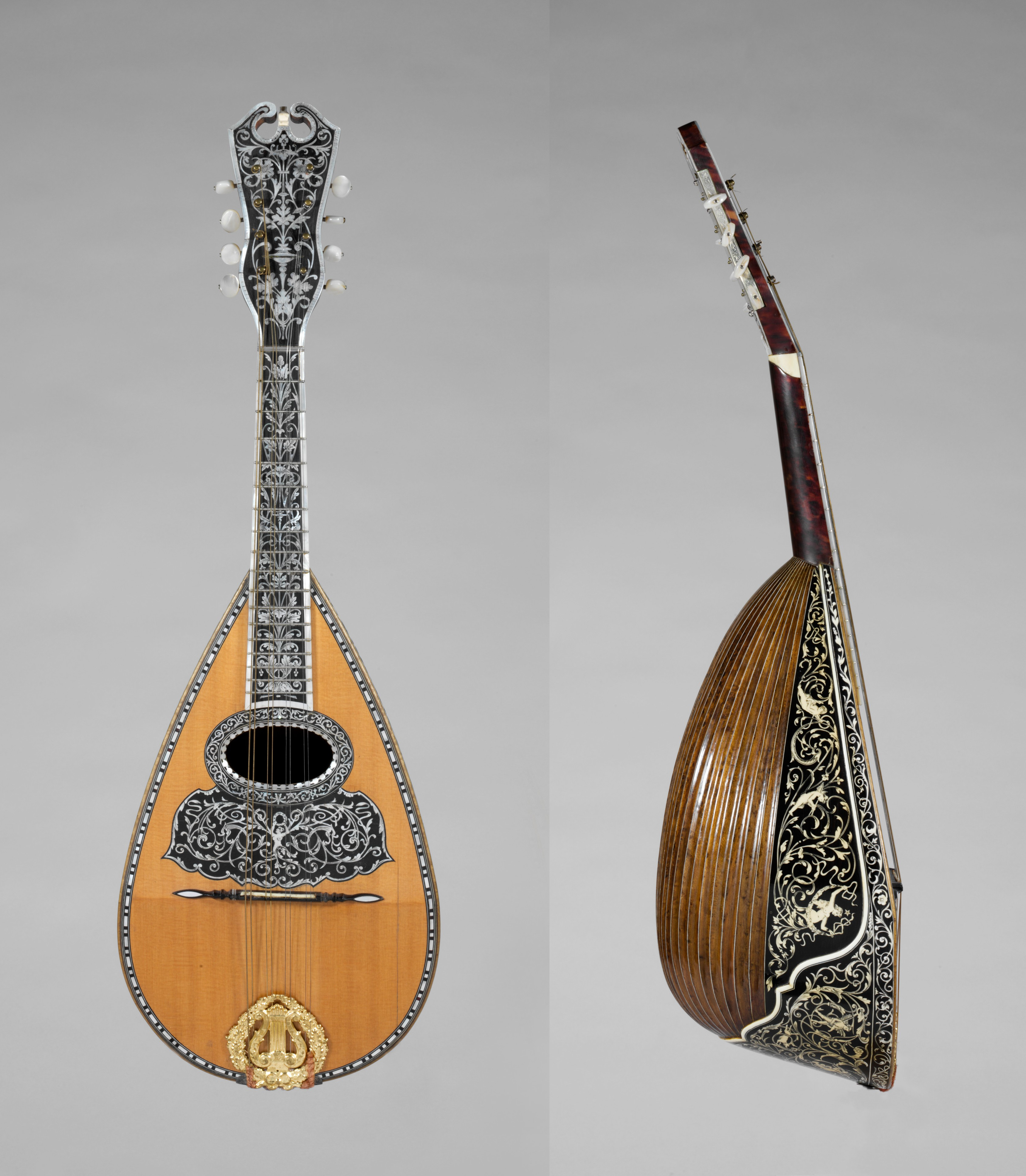
Mandolino

La storia della musica campana è una delle più importanti e diffuse nel mondo, diventando punto cardine della cultura barocca nel settore lirico e della composizione, e vero e proprio "marchio Italia" con le danze popolari della tarantella e con la musica classica napoletana. Il mandolino, emblema della musica napoletana è uno dei simboli più famosi dell'Italia nel mondo.
Tra i più importanti uomini di musica campani troviamo: Enrico Caruso (lirica); Renato Carosone, Sergio Bruni, Roberto Murolo, Massimo Ranieri, Pino Daniele, Edoardo Bennato (musica leggera); Riccardo Muti (direttore d'orchestra).

## Composizione
La storia della composizione campana è riassunta da quella della scuola musicale napoletana nata nel XV secolo. Essa si sviluppò a Napoli e ha il primato di aver fatto nascere la cosiddetta opera comica, prodromo della futura opera buffa. In questo periodo, si riunirono a Napoli i più insigni musicisti, i cantanti più celebrati, gli strumentisti più virtuosi. I più importanti furono Domenico Cimarosa, Giovan Battista Pergolesi, Leonardo Vinci, Alessandro e Domenico Scarlatti, Francesco Provenzale, Francesco Durante, Pasquale Anfossi, Antonio Sacchini, Tommaso Traetta, Nicola Vaccaj, Leonardo Leo e Carlo Gesualdo.
La storia di questa scuola ruota attorno a quattro conservatori presenti nel capoluogo campano, accorpati tutti nel Conservatorio di San Pietro a Majella. Tale istituto ricoprirà un'immensa importanza su tutto il panorama musicale europeo.
Tra i compositori più importanti campani e del mondo, si ricorda anche Ruggero Leoncavallo, "rivale artistico" di Giacomo Puccini e anch'egli diplomato al conservatorio di Majella. Tra le sue numerose opere spicca su tutte i Pagliacci, che ebbe come spinta verso il successo planetario anche il fatto che vi fu la prima registrazione discografica con Enrico Caruso quale protagonista. Il disco è ricordato come una pietra miliare dell'allora nascente industria discografica, essendo stato il primo ad aver superato il milione di copie vendute.
Infine, proprio in Campania (a Napoli), nacque il primo teatro lirico d'Europa: il Teatro San Carlo.

## Musica popolare
Quella della tarantella, diffusa in tutta l'Italia meridionale già dal XVII secolo è danza popolare presente in tutta la regione, dalla provincia di Caserta passando per l'area della vesuviana fino ad arrivare al Cilento. Essa prende il nome di tammurriata.
La "tammorra" è un grande tamburo a cornice dipinta con sonagli di latta, con possibile accessorio addobbo di nastri o pitture policrome e campanelli. Proprio il ritmo binario che viene marcato con questo strumento, è quello che dà il nome alla danza popolare.
Altri strumenti utilizzati in questo ballo sono: il "Putipù" (tamburo a frizione), il "Triccheballacche" (martelli ritmici lignei intelaiati con sonagli), lo "Scetavajasse"(bastone dentato con sonagli metallici strofinato da un bastoncino), la "Tromba degli zingari", il Flauto dolce ed altri ancora.

## Musica classica napoletana

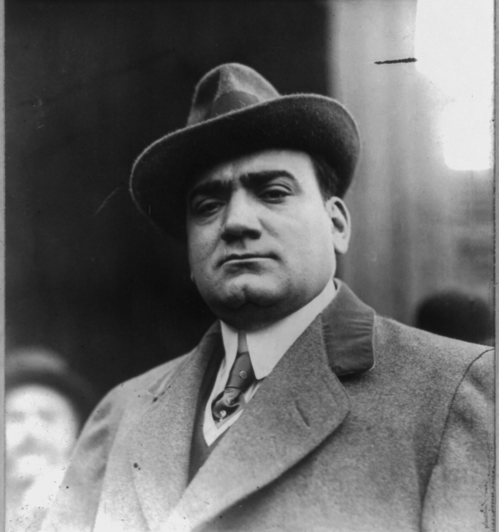
Enrico Caruso

La canzone classica napoletana, le cui origini risalgono alla metà del XIX secolo, include il repertorio classico partenopeo che va dalla metà dell'Ottocento fino alla metà del novecento. Le canzoni classiche infatti, scritte da autorevoli poeti napoletani come E.A. Mario, Ernesto Murolo, Libero Bovio, Cesare Andrea Bixio e Salvatore Di Giacomo, non deve essere confusa con le moderne canzoni in dialetto napoletano le quali costituiscono più semplicemente il genere neomelodico. Quella storica partenopea, ha portato la musica italiana ad essere tra le più apprezzate e conosciute al mondo, diventando un vero e proprio "marchio Italia" all'estero; vengono cantate nelle originali versioni o remixate adattandole ai tempi di moderni. Tra le più conosciute ci sono: Reginella (1917), Tu vuo' fa' l'americano (1956), Era de maggio (1885), Core 'ngrato (1911), Marechiaro (1885), Tammurriata nera (1944), Anema e core (1950), Dicitencello vuje (1930), 'O sarracino (1956), 'O surdato 'nnammurato (1915), Torna a Surriento (1902) ed infine una delle canzoni più famose di tutti i tempi, 'O sole mio (1898).
Diversi sono gli esponenti della musica mondiale che hanno eseguito almeno una volta il repertorio classico napoletano. Si ricordano alcuni di essi: Enrico Caruso, Luciano Pavarotti, Elvis Presley, Elton John, Domenico Modugno, Claudio Villa, Andrea Bocelli, José Carreras, Plácido Domingo, Frank Sinatra e tanti altri.

## Cinema

Totò in Miseria e nobiltà (1954)

La Campania è da sempre stata utilizzata come scenografia di diversi film. Basti considerare che il capoluogo di regione, grazie a diverse riprese fatte dai fratelli Lumière in Via Toledo e nella Riviera di Chiaia nel 1898, risulta essere una delle più antiche città usate come set cinematografico. Inoltre, sempre a Napoli, famosissima fu la casa produttrice Dora Film dell'attrice Elvira Notari (prima regista donna italiana) che produsse numerosi film dell'epoca.
Solo con l'avvento del fascismo e con l'accentramento di tutte le risorse a Roma (per volontà di Mussolini), la città vide allontanarsi molti registi e produttori i quali si dovettero spostare a Cinecittà.
Alla Campania, attraverso registi e attori, sono andati otto Premi Oscar: quattro a Vittorio De Sica, due a Sophia Loren, uno a Gabriele Salvatores e uno a Paolo Sorrentino.
Tra gli altri film ambientati in Campania si ricordano La bella mugnaia, girato nella provincia di Benevento; Gomorra, girato tra Napoli e Caserta; Miseria e nobiltà, San Giovanni decollato, L'oro di Napoli, Napoli milionaria, La baia di Napoli, Matrimonio all'italiana, Maccheroni, Operazione San Gennaro, Pane amore e..., Pacco doppio pacco e contropaccotto, Il Postino, Io speriamo che me la cavo, l'ultimo Passione di John Turturro e numerosi altri film girati tutti nel napoletano; ed infine, Benvenuti al sud, girato a Castellabate nel Cilento.

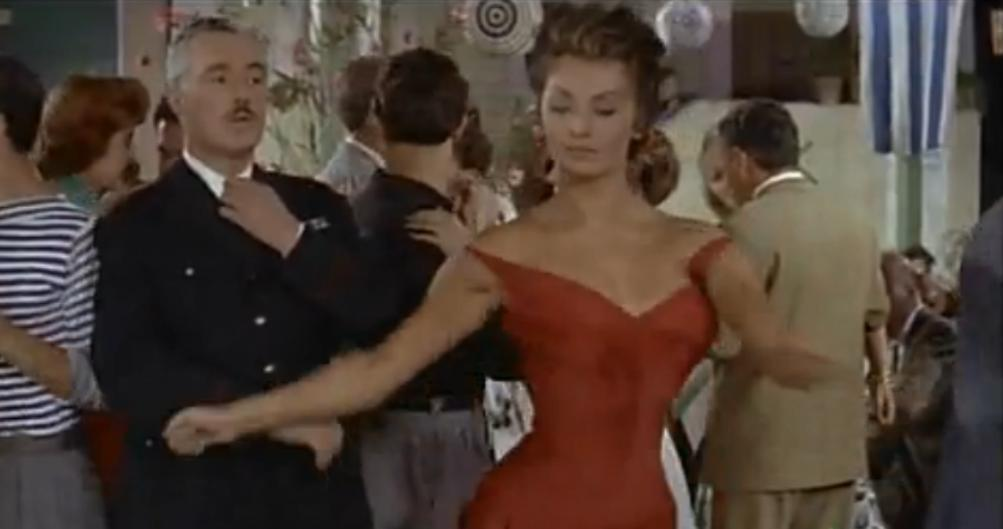
Vittorio De Sica e Sophia Loren nel film Pane, amore e... (1955)

Eventi cinematografici in regione sono Il Napoli Film Festival, in genere a giugno; il Capri film festival, dal 4 al 7 maggio; il Festival del cinema di Salerno, dal 15 al 20 novembre. A dicembre tiene luogo il Laceno d'oro, ad Avellino e provincia, uno dei più antichi d'Italia e uno dei pochi dedicato al Cinema neorealista.
Tra gli esponenti cinematografici più importanti della regione troviamo: per la produzione, Dino De Laurentiis; per la regia Ettore Scola, Gabriele Salvatores, Vittorio De Sica, Francesco Rosi, Paolo Sorrentino ed Eduardo De Filippo; come attori meritano citazione, sempre Eduardo, Totò, Peppino De Filippo, Titina De Filippo, Sophia Loren, Massimo Troisi, Bud Spencer, Toni Servillo, Silvio Orlando, Vincenzo Salemme, Alessandro Siani, Lello Arena, Nando Paone e Carlo Buccirosso.
Lo sfondo di Napoli, infine, è stato utilizzato anche in un episodio del cartone animato Tom & Jerry, nel quale i due protagonisti vivono le loro avventure proprio lungo il golfo della città. I luoghi visibili in tale episodio sono il panorama del golfo da Posillipo, il Maschio Angioino, l'isola di Nisida, la Galleria Umberto I, la fontana del Gigante, e diversi vicoli e scale caratteristiche della città.

## Teatro

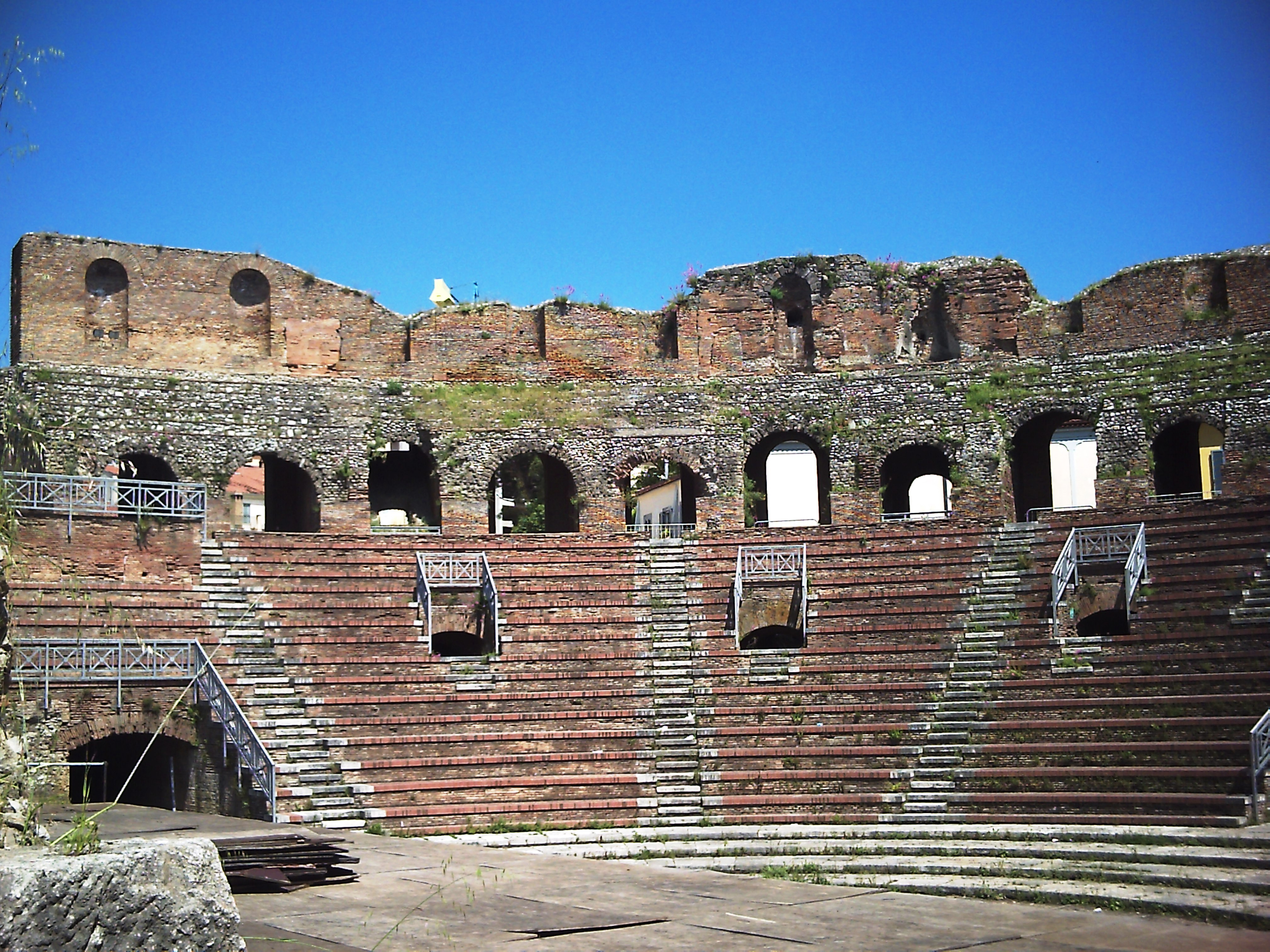
Teatro romano a Benevento

Da sempre la Campania ha ospitato numerosi teatri, risalenti questi sin dall'epoca greca e romana. L'anfiteatro campano, a Capua, fu il primo del mondo romano costruito ed è il secondo per dimensioni dopo il Colosseo di Roma.

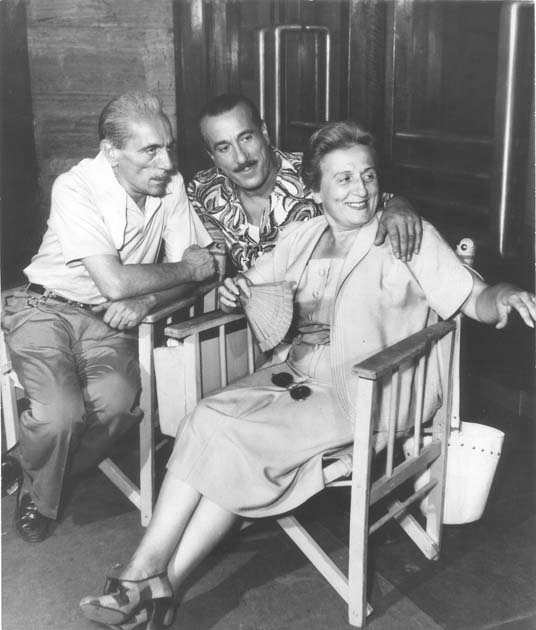
I fratelli De Filippo. Da sinistra: Eduardo, Peppino e Titina

Successivamente, nel XVII secolo nacque la Commedia dell'Arte ed i personaggi della stessa furono diffusi in tutta Europa. In Campania, fu inventata ufficialmente a Napoli dall'attore Silvio Fiorillo quella che è una delle maschere più famose: Pulcinella. La maschera impersona il servo spesso malinconico che mescola le caratteristiche dello sciocco con una buona dose di saggezza popolare. Al di là della commedia dell'arte il personaggio di Pulcinella si è sviluppato autonomamente nel teatro dei burattini, di cui è ormai l'emblema; la sua maschera rappresenta un vero e proprio modo di comportarsi e di affrontare le cose.
La passione per il teatro in Campania, si manifestò anche con la costruzione del primo teatro d'opera lirica d'Europa, ovvero il Teatro San Carlo. Segno della fiorente cultura del teatro, il San Carlo fu costruito adiacente al Palazzo Reale di Napoli proprio per dare la possibilità ai sovrani di accedervi senza dover uscire fuori dalla propria dimora. Esso è uno dei più importanti al mondo.
Nel corso del XX secolo, si annoverano tra i principali esponenti teatrali d'Italia: Eduardo Scarpetta (il più importante attore e autore del teatro napoletano tra la fine dell'Ottocento e i primi del novecento); Raffaele Viviani ed Eduardo De Filippo (fra i massimi esponenti della cultura italiana del novecento).
Da ricordare inoltre anche gli altri due fratelli De Filippo, Titina e Peppino, eccellenti attori teatrali provenienti anche loro dalla rigida scuola del padre (Eduardo Scarpetta) e che hanno lavorato spesso nel teatro di Eduardo come l'altrettanto brava Pupella Maggio.
Tra i teatri più famosi della regione vi sono:
- Teatro San Carlo (Napoli)
- Teatro Giuseppe Verdi (Salerno)

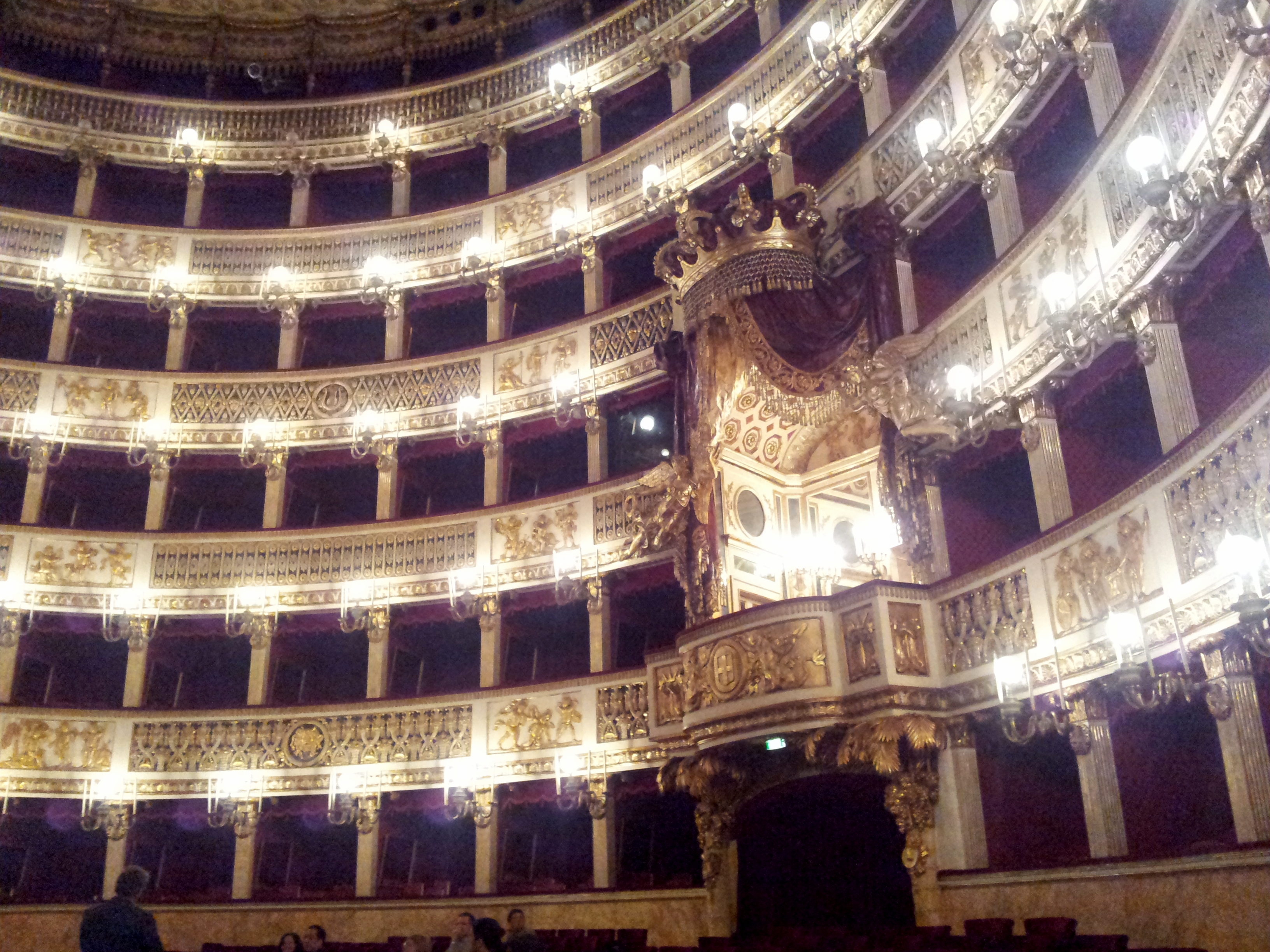
Teatro San Carlo di Napoli

- Teatro Vittorio Emanuele (Benevento)
- Teatro Don Bosco (Caserta)
- Teatro Giuseppe Garibaldi (Santa Maria Capua Vetere)
- Teatro Carlo Gesualdo (Avellino)
- Teatro Augusteo (Napoli)
- Teatro Bellini (Napoli)
- Teatro Mercadante (Napoli)
- Teatro Politeama (Napoli)